# Carl XVI Gustaf

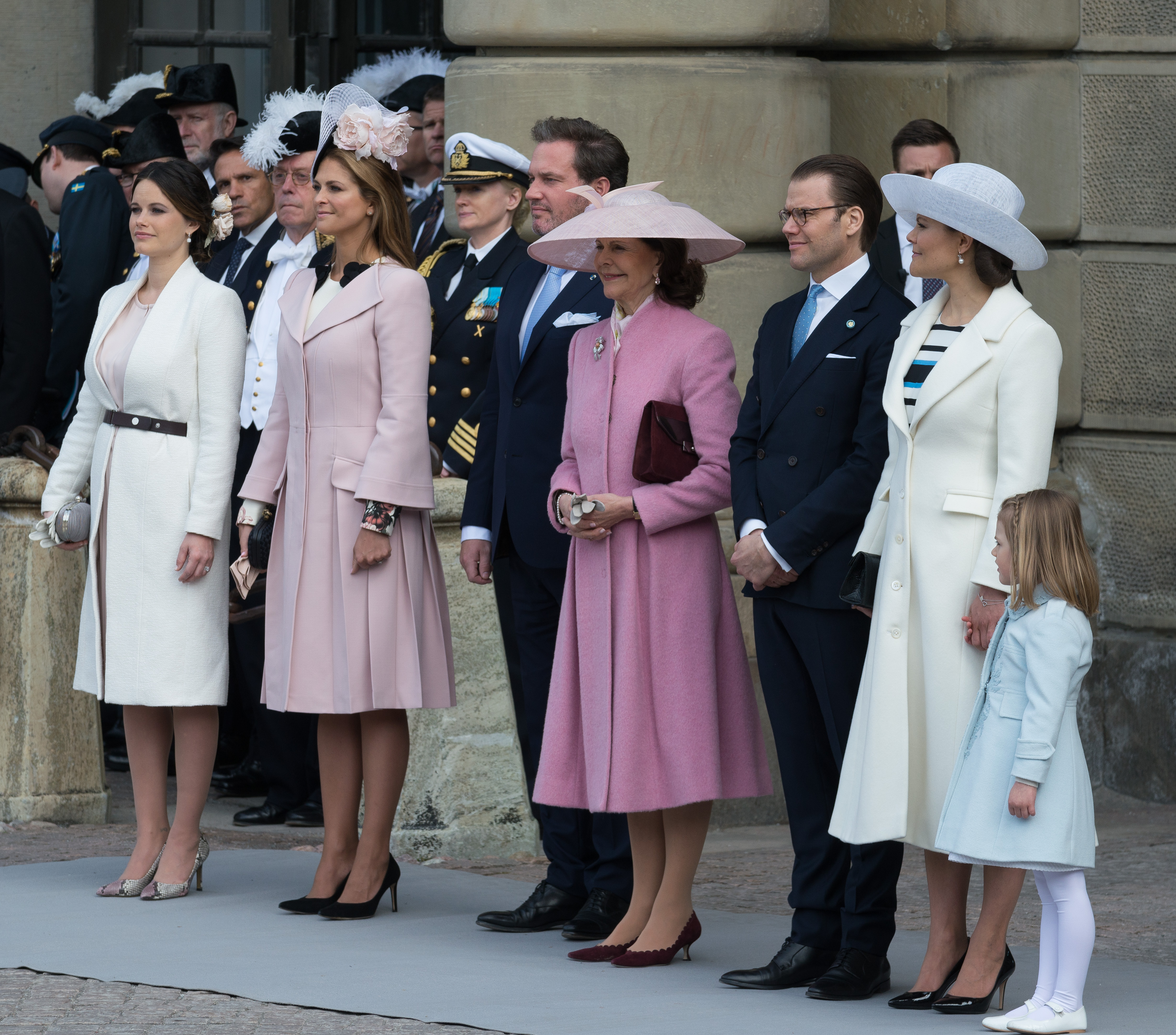
Firandet av Carl XVI Gustafs 70-årsdag på yttre borggården på Stockholms slott den 30 april 2016. Från vänster, Prinsessan Sofia, Prinsessan Madeleine, Christopher O'Neill, Drottning Silvia, Prins Daniel, Kronprinsessan Victoria och Prinsessan Estelle.

Carl XVI Gustaf (Carl Gustaf Folke Hubertus), född 30 april 1946 på Haga slott i Solna, Stockholms län, är Sveriges konung och statschef sedan 15 september 1973 då han efterträdde sin farfar Gustaf VI Adolf. Han är son till arvprins Gustaf Adolf och prinsessan Sibylla. Han gifte sig 1976 med Silvia Sommerlath. Kort efter hans trontillträde 1973 trädde 1975 en ny regeringsform i kraft enligt vilken kungen främst fick representativa och ceremoniella uppgifter. Regeringsformen medförde även att kungen inte är den som utser Sveriges regering. År 1980 förändrades Sveriges successionsordning, vilket medförde kvinnlig tronföljd. Sedan dess är kronprinsessan Victoria den som står högst upp i tronföljden, vilken hon var utesluten från vid sin födsel 1977. 
Kung Carl XVI Gustaf är den sjunde regenten av huset Bernadotte, och sedan den 26 april 2018 den längst regerande monarken i Sveriges historia samt, sedan den 14 januari 2024, den längst nu regerande monarken i Europa.

## Födelse och tidig barndom

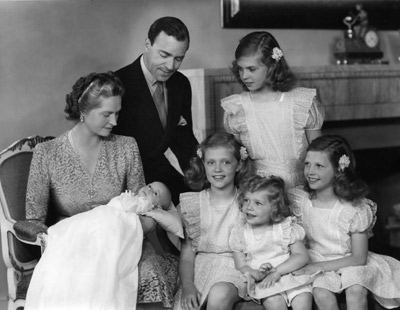
Den nyfödde hertigen av Jämtland tillsammans med sina föräldrar och systrar, 1946.

Carl Gustaf föddes klockan 10.20 den 30 april 1946 på Haga slott i Solna, Stockholms län, som ende son till arvprins Gustaf Adolf och prinsessan Sibylla, och fick titlarna Sveriges arvfurste och hertig av Jämtland. Den 7 juni 1946 döptes han under namnen Carl Gustaf Folke Hubertus av Sveriges ärkebiskop Erling Eidem i Slottskyrkan, framburen av sin far och farfars far, Gustaf V, som önskade: ”Måtte hertigen av Jämtland bli till nytta och glädje för sitt svenska folk!”.
Carl och Gustaf är gamla kunganamn som tidigare burits av flera släktingar till Carl Gustaf, bland andra Karl XIV Johan, Karl XV, den tyske morfadern Karl Eduard av Sachsen-Coburg Gotha, farfarsfar Gustav V, farfar Gustav VI Adolf och fadern Gustav Adolf. Namnet Folke är efter Folke Bernadotte och Hubertus efter morbrodern Hubertus av Sachsen-Coburg Gotha som stupade under andra världskriget.
Han döptes i Karl XI:s dopfunt, som stod på Gustav III:s matta och han låg i Karl XI:s vagga med Oscar II:s krona bredvid sig. Samma dopklänning i vit linnebatist som prinsen bar hade burits av hans far 1906 och skulle senare bäras av hans tre barn. Hans faddrar var kung Gustaf V, kronprins Gustaf Adolf, kronprinsessan Louise, hertig Karl Edvard av Sachsen-Coburg-Gotha, kronprins Fredrik och kronprinsessan Ingrid av Danmark, kronprins Olav av Norge, prinsessan Juliana av Nederländerna, greve Folke Bernadotte af Wisborg och grevinnan Maria Bernadotte af Wisborg.

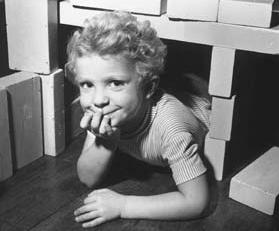
Kung Carl Gustaf som barn på Haga slott.

Den 26 januari 1947 omkom prins Gustaf Adolf i en flygolycka på Kastrups flygplats utanför Köpenhamn. Efter detta flyttade 1950 Sibylla, Carl Gustaf och hans äldre systrar, prinsessorna Margaretha, Birgitta, Désirée samt Christina från Haga slott till sedermera prinsessan Sibyllas våning på Stockholms slott.
Det första offentliga uppdraget hade Carl Gustaf redan när han var ett halvt år, då han tog emot en silverbägare från den franske politikern Justin Godart som tack för den svenska hjälpen under andra världskriget. Hans barnskötare under alla år var Nenne Björnberg, som anställdes 1938 och stannade hos kungafamiljen under nästan femtio år.
Den unge Carl Gustaf tillbringade sina somrar på slottet Solliden, strax söder om Borgholm på Öland, som han senare ärvde av sin farfar. Han började spela munspel som treåring. Detta intresse har hållit i sig till vuxen ålder. Kungen var hedersvargunge från födseln, och blev vargunge i S:ta Klara kyrka 1956 med namnet Mowgli. Scout blev han vid fyra års ålder. Han är hedersordförande för Scouterna, och sedan 1977 även hedersordförande i World Scout Foundation.

## Kronprins

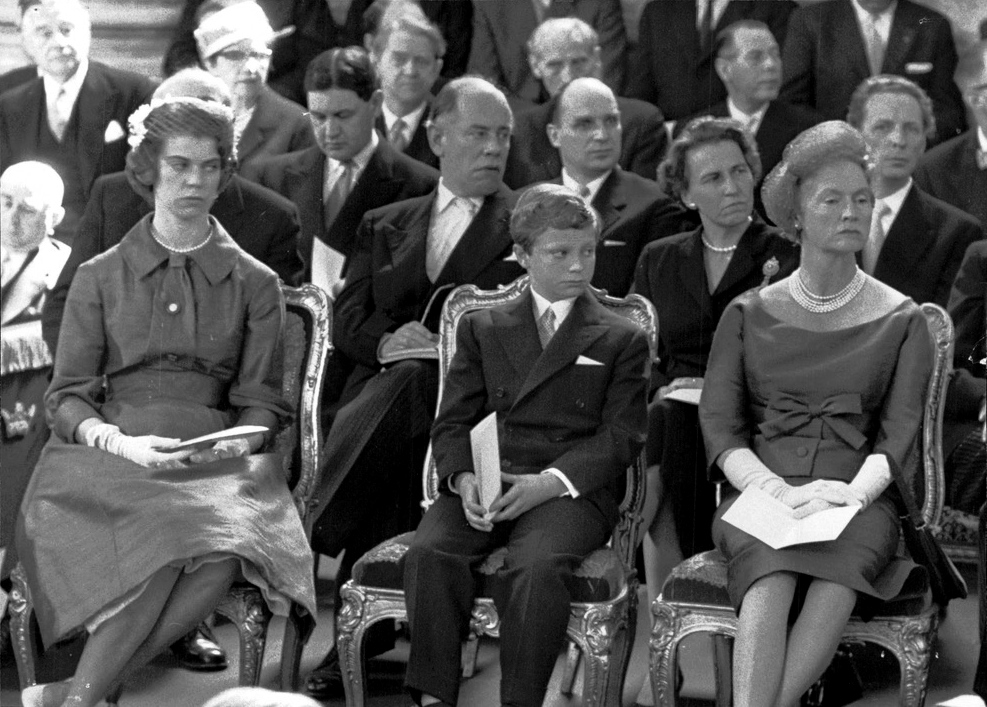
Den 13 år gamle kronprinsen sitter mellan prinsessan Margaretha och prinsessan Sibylla vid Grundlagsjubileet i Rikssalen, 1959

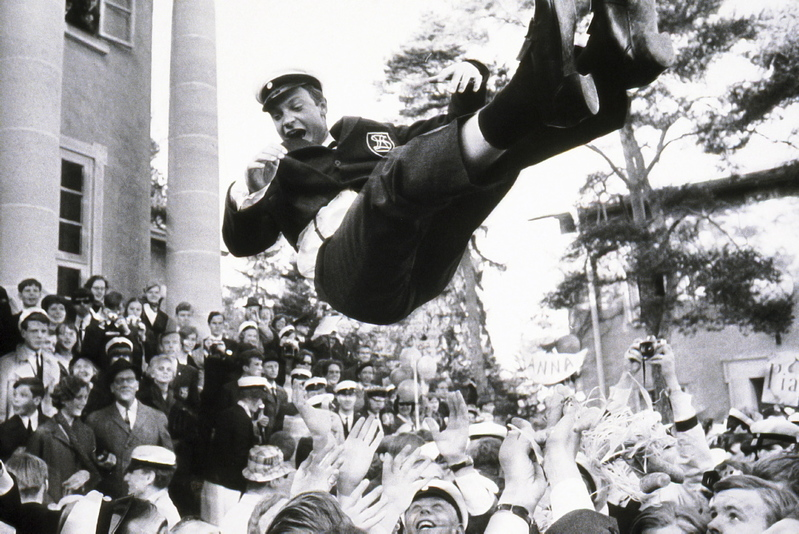
Kronprins Carl Gustaf vid Sigtunastiftelsens Humanistiska Läroverk år 1966.

Vid kung Gustaf V:s död 29 oktober 1950 steg Carl Gustafs farfar Gustaf VI Adolf upp på tronen och den då fyraårige hertigen av Jämtland blev då Sveriges kronprins.
Sin grundläggande skolutbildning fick han vid Broms skola. Under skoltiden förekom smeknamnet "Tjabo".
Kronprins Carl Gustaf konfirmerades 1962 i Borgholms kyrka på Öland.
Vid Riksdagens högtidliga öppnande 1965 avlade han sin tro- och huldhetsed, vilket innebar att han lovade att vara kungen trogen, iakttaga riksdagens friheter och i övrigt verka i överensstämmelse med grundlagen.
Studentexamen avlade han den 22 april 1966 vid Sigtunastiftelsens Humanistiska Läroverk, där han hade installerat sig i månadsskiftet augusti–september 1959. I samband med studentexamen fick han sin första egna bil, en ljusblå Volvo P1800.
Den blivande kungens fortsatta utbildning organiserades därefter av en grupp som bestod av prins Bertil, Sibyllas kammarherre, IBM-chefen greve Gösta Lewenhaupt som varit nära vän med kronprinsens far, civilingenjör Bo Ekelund, generalmajor Malcolm Murray, universitetskansler Nils Gustav Rosén, major Hans Skiöldebrand, friherre Hans Beck-Friis, civilekonom Lennart Ekelund samt överstelöjtnant Harald Smith. Till gruppen var dessutom ett antal resurspersoner knutna: amiral Stig H:son Ericson, överståthållare Allan Nordenstam, Cellulosakoncernens chef Eije Mossberg och rektorn för Stockholms universitet Håkan Nial.
Därefter genomförde han militärtjänstgöring samt avlade sjöofficersexamen 1968, varpå han gick Försvarshögskolans chefskurs. Inledningsvis blev han löjtnant i Svea Livgarde, i Jämtlands fältjägarregemente, i flottan och i flygvapnet. Innan kronprinsen efterträdde sin farfar hade han uppnått graden kapten i flottan, armén och flygvapnet.
År 1968 installeras kronprinsen i en våning på Luthagsesplanaden i Uppsala för studier i sociologi, statskunskap, finansrätt och ekonomi vid Uppsala universitet. På studentrummet höll han även sin första presskonferens för massmedia 1968. Studierna var upplagda som en orientering; några prov förekom inte och han avlade inte någon examen. Senare läste han nationalekonomi vid Stockholms universitet.
Som kronprins genomgick Carl Gustaf ett specialkomponerat program med studiebesök vid olika svenska statliga, sociala och kommunala instanser och vid företag i Sverige samt deltog i den svenska representationen vid bland andra FN, Sida, Hambros Bank och Svenska Handelskammaren. Under en längre tid befann han sig i London. Kronprinsen ryckte in som riksföreståndare första gången vid konseljen i september 1971, som ersättare för Gustav VI Adolf som var på semester i Italien.
Carl XVI Gustaf har dyslexi, liksom kronprinsessan Victoria, prins Carl Philip och prinsessan Madeleine, och media har populariserat att han ibland kallas Knugen på grund av det.
År 1972 närvarade kronprinsen vid de Olympiska sommarspelen i München, Västtyskland. Där träffade han tyskan Silvia Sommerlath, som han blev förälskad i och skulle komma att gifta sig med fyra år senare.

## Kung

### Trontillträde

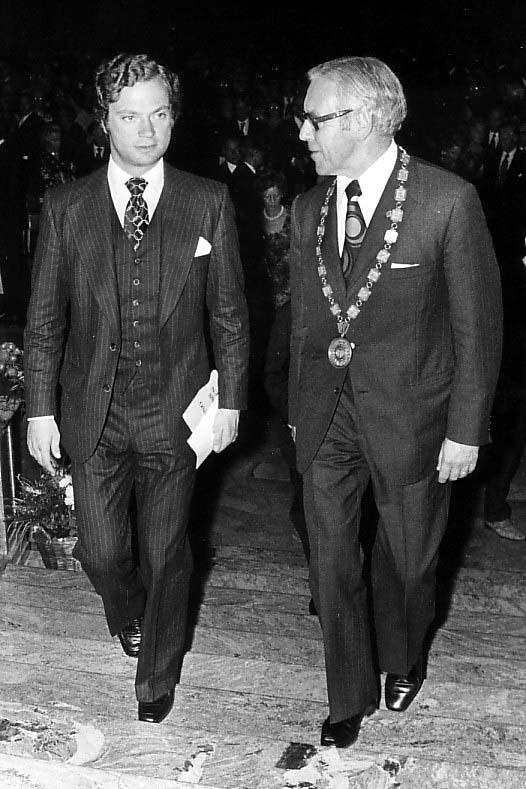
Kung Carl XVI Gustaf år 1975 med Stig Stefanson.

När Gustaf VI Adolf avled den 15 september 1973 klockan 20:35, blev kronprins Carl Gustaf, 27 år gammal, Sveriges kung. Han hade vakat vid sin farfars dödsbädd i Helsingborg och samma dag som valet till riksdagen hölls, ankom han till huvudstaden som monark den 16 september på Bromma flygplats, där statsminister Olof Palme, finansminister Gunnar Sträng, landshövding Hjalmar Mehr och tusentals andra tog emot den unge kungen. När han steg ut på slottsbalkongen samma dag för första gången som monark, skedde detta inför mer än 25 000 människor. Han antog då "För Sverige – i tiden" som valspråk.
Den 19 september avlade han sin konungaförsäkran som förestavades av justitieminister Lennart Geijer under en extra konselj och därefter framträdde han inför riksdagen, diplomatiska kåren, hovet, etc i rikssalen på Stockholms slott och höll traditionsenligt ett minnestal över den avlidne monarken, i enligt med sedvana samt med 1809 års regeringsform. Konseljen samt ceremonin från Rikssalen direktsändes i Televisionen. Vid konseljen förklarade kungen att hans konunganamn skulle vara Carl XVI Gustaf och att titeln skulle vara Sveriges konung, inte såsom före honom Med Guds Nåde Sveriges, Götes och Vendes konung.
Vid ceremonin satt kungen då han höll tal på silvertronen, precis som man gjorde under de former som 1809 års regeringsform gjorde gällande för Riksdagens högtidliga öppnande. Liksom sina två närmaste föregångare på tronen (Gustaf V samt Gustaf VI Adolf) avstod han från att låta kröna sig, och bär därför heller aldrig kungakronan eller övriga riksregalier.
Som kung slutade Carl XVI Gustaf enligt vedertagen tradition att bära hertigtitel och gjorde sin första eriksgata i sitt före detta titulärhertigdöme Jämtland under första året. Den sista genomfördes 1989, då till Härjedalen. Han hade då gjort en resa i varje län.

### Första decenniet (1973–1982)
Under sina första år som kung flyttade han monarkins fokus från den kulturella sfären till ett ökat engagemang för näringsliv, teknik, samhällsliv och miljöfrågor.
Sitt första statsbesök som kung avlade han den 8 oktober 1974 i Oslo. Han företog även de närmast följande statsbesöken i grannländer och andra länder som Bernadotterna har nära band med, till Finland (december 1974), Danmark, Island, Storbritannien 1975.
Vid Carl XVI Gustafs trontillträde gällde ännu 1809 års regeringsform, som formellt innebar en rätt betydande makt för kungen.
Enligt denna grundlags § 4 ägde kungen fram till 1969 "att allena styra riket på det sätt denna regeringsform föreskriver." 1969 slopades dock denna mening i paragrafen och ersattes överst med "Konungen skall utnämna ett statsråd, vartill Han kallar kunnige, erfarne, redlige och allmänt aktade, infödde svenske medborgare", en mening som delvis kom från andra delar av samma paragraf. I § 107 hade dessutom samma år införts en bestämmelse att inga statsråd fick sitta kvar om riksdagen förklarat sitt misstroende mot dem. I och med det hade man skrivit in parlamentarismen i svensk grundlag.
Ändå innebar den gamla grundlagen bland annat att det rent formellt var kungen som utsåg och entledigade regeringen och själv fattade alla beslut i regeringsärenden, vilka dock skulle beredas och kontrasigneras av statsråden. I praktiken, enligt praxis, var dock kungens maktbefogenheter starkt begränsade.

#### Ny regeringsform
År 1975 trädde en ny regeringsform i kraft genom vilken kungens funktion till stor del förlades till representativa och ceremoniella uppgifter. Han förlorade rätten att utse regeringen och att delta i inrikespolitiska beslut. Kungen fråntogs även möjligheten att adla. Som statschef utdelar han dock fortfarande Sveriges statsordnar, de svenska kungliga medaljerna samt Carl XIII:s orden. I samband med den nya regeringsformen fick kungen rätt att rösta; en rättighet som han dock inte utnyttjar.
Kungens viktigaste kvarvarande arbetsuppgift är att som statschef vara Sveriges högste företrädare gentemot andra länder, genom officiella statsbesök och resor samt genom att avlägga och mottaga statsbesök och ackreditera utländska ambassadörer. Han är också ordförande i utrikesnämnden och öppnar riksmötet.
Carl XVI Gustaf har företagit 70 statsbesök i olika länder. Land och tidpunkt för utlandsbesök bestäms i samråd med regeringen, och därför kan de olika regeringarnas utrikespolitik få effekt på kungens aktiviteter.
Sina första statsbesök gjorde kungen i de nordiska länderna och Storbritannien, samt ett informellt besök i USA 1976 (f.ö. första gången en sittande amerikansk president och en regerande svensk kung möttes).
År 1976 hölls det första valet med den nya regeringsformen. Även om kungen även i fortsättningen närvarade vid Riksdagens högtidliga öppnande, så inträdde nu den skillnaden att kungen inte ens symboliskt fick utse regeringen. Detta ansvar hade i den nya grundlagen flyttats över till Riksdagens talman.
År 1978 företog kungaparet två statsbesök till kommunistiska stater: först till Leonid Brezjnev i Sovjetunionen och sedan till Josip Broz Titos SFR Jugoslavien. Det förra statsbesöket väckte mycket kritik men Thorbjörn Fälldins regering var fast besluten att resan skulle bli av. Med på resan var bland annat utrikesminister Karin Söder.
I Jugoslavien möttes kungaparet av jättelika porträtt av kungen och Tito. Presidentgemålen Jovanka befann sig dock vid tillfället i husarrest sedan ett år. Under sina första tio år som monark gjorde kungen statsbesök som första svensk monark någonsin i Japan (april 1980) och i Afrika (Tanzania, februari 1981). Efter ett statsbesök i Saudiarabien i februari 1981 sade kungen att svenska exportföretag måste ”ta sig i kragen, agera mer professionellt” för man ”kan inte komma till till exempel Saudi eller Jemen och tala om för dem vad de vill ha”. Uttalandet väckte mycket stor uppmärksamhet.

#### Äktenskap och barn
Kungen ingick äktenskap med Silvia Sommerlath den 19 juni 1976. Senare samma år beviljade han prins Bertil att ingå äktenskap med Lilian Craig och samtidigt behålla prinsvärdigheten. Han fick även mycket stöd i sina beslut kring prins Bertil och dennes prinsvärdighet av sin tidigare personliga rådgivare Birgitta von Dahlberger.
År 1977 föddes kungaparets första barn, prinsessan Victoria. Hon följdes av prins Carl Philip 1979 och prinsessan Madeleine 1982. Ursprungligen var Carl Philip kronprins, men 1980 tilläts genom en grundlagsändring kvinnlig tronföljd, vilket retroaktivt gjorde Victoria till kronprinsessa. Kungen invände inte mot principen, men däremot mot att hans son då fråntogs den position och titel han haft när han föddes. Samma år som prinsessan Madeleine föddes beslutade den nu femhövdade kungafamiljen att flytta från Stockholms slott, i huvudstadens centrum, till det stillsammare Drottningholms slott. Stockholms slott kvarstod dock som kungens officiella representationsbostad i samband med exempelvis statsbesök.

### Andra decenniet (1983–1992)
Under Olof Palmes andra regering besökte kungen Spanien, Finland, Luxemburg, Brasilien och Egypten. Vid det sistnämnda blev han den förste svensk monark som närvarat vid en gudstjänst i en moské.
Carl XVI Gustaf kom att beundra Olof Palme mycket, och när Palme mördades 1986 beslöt kungen att Kungliga Slottet skulle flagga på halv stång, en hedersbevisning som normalt bara tillkommer kungafamiljen.

Kungen och drottningen på besök i Vita huset hos USA:s president Ronald Reagan och hans hustru Nancy Reagan, 1988-04-11.

Kungen besökte under denna period Island, Kanada, Nya Zeeland, Jordanien, Italien, Vatikanstaten och Ungern.
Under statsbesöket på Nya Zeeland uttalade Carl XVI Gustaf följande i samband med en då pågående debatt om den norska säljakten: 
| ” | Om inte Gro Harlem Brundtland kan ta hand om sälproblemen, så undrar jag, hur ska hon då kunna ta hand om det norska folket | „ |

Brundtland var Norges dåvarande statsminister. Detta ledde till omfattande kritik av kungen både i Sverige och Norge då det ansågs att han agerat utöver vad som är lämpligt. Uttalandet av kungen föregicks av en norsk film som sändes på TV i Sverige, som visade hur sälungar klubbades ihjäl, vilket hade väckt anstormningar av upprörda svenska tittare. Kungen, svensk ordförande i Världsnaturfonden, fällde då detta yttrande, om vilket han sade senare under året att han inte ångrade ett ord av vad han hade sagt. Kontroversen, som spreds till norska stortinget, blev internationellt uppmärksammad och därmed frågan om säljakten också. Under slutet av året beslutade stortinget att ihjälklubbning av sälungar skulle förbjudas 1989. I samband med detta stärktes synen på kungen som miljökämpe internationellt.

### Tredje decenniet (1993–2002)
Kungen besökte Irland, Estland, Lettland, Litauen, Tyskland, Norge, Polen och Indien.
Under denna den första regeringen sedan det Kalla krigets slut gick statsbesök till de tre baltiska länderna och Polen, som alla nyligen avskaffat kommunismen och blivit demokratiska.

### Fjärde decenniet (2003–2012)

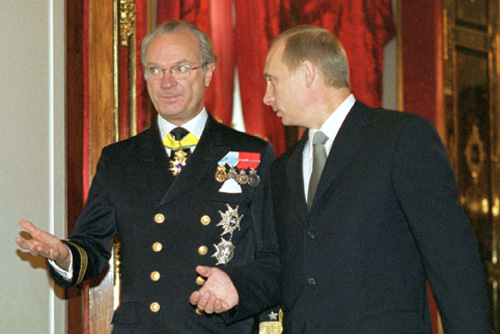
Kungen tillsammans med Rysslands president Vladimir Putin i Kreml, 8 oktober 2001.

Kungen besökte under perioden Tjeckien, Malaysia, Chile, Sydafrika, Moçambique, Grekland, Bulgarien, Belgien, Ryssland, Slovakien, Mexiko, Thailand, Rumänien, Finland, Vietnam, Brunei, Slovenien, Island, Thailand (igen), Australien, Turkiet och Kina.
Under statsbesöket hos sultan Hassanal Bolkiah i Brunei i februari 2004 uttalade sig kungen i Dagens eko:
| ”                                            | Varje söndag efter besöket i moskén så har han en öppen audiens där vem som helst får komma och framföra sina önskemål och förmodligen klaga också. Så jag upplever det på så sätt som ett mer öppet land än något annat man kan tänka sig. | „ |
| – Carl XVI Gustaf, Dagens eko, februari 2004 | |   |

Detta uttalande kom att bli mycket kritiserat. Svenska Amnestys generalsekreterare Carl Söderbergh menade, att kungens uttalande gjort stor skada och försvårat arbetet för vissa människorättsorganisationer. Statsvetaren Olof Petersson ansåg, att uttalandet skulle bli slutet för monarkin och att kungen borde abdikera. Journalisten Herman Lindqvist menade däremot, att diskussionen var "en storm i ett vattenglas".
"Sultanen av Brunei har uppmuntrat till ökad öppenhet och ekonomiska reformer samtidigt

som han värnat om politisk stabilitet. Han uppges personligen ta del av förhållandena på olika

håll i samhället genom att göra personliga besök på myndigheter, skolor, sjukhus och i byar.

Missförhållanden påtalas och följs upp. Sådana besök har kommit till stånd efter klagomål från

enskilda medborgare"

—Utrikesdepartementets promemoria
Enligt Elisabeth Tarras-Wahlberg beklagade kungen sitt uttalande och menade att han inte syftat till att kommentera Bruneis statsskick, utan vad han tyckte om sultanen personligen. Vad som inledningsvis inte framgick var att kungens uttalande nästan ordagrant återgav det svenska officiella förhållningssätt mot Brunei som Utrikesdepartementet hade formulerat.
Den svenska regeringen menade, att kungen i samma pärm som han fick promemorian inför Bruneiresan även fick en rapport om bristen på mänskliga rättigheter i Brunei och att all information i pärmen måste ses i ett sammanhang. Utrikesminister Laila Freivalds sade att "det gäller att hantera […] materialet med insikt".
Den 10 januari 2005 höll Carl XVI Gustaf vid en ceremoni i Stockholms stadshus ett tal över de avlidna och saknade i katastrofen i Sydostasien, där han uttryckte sin sorg på ett personligt sätt. Han beskrev sig som "en sörjande, sökande medmänniska" och uppmanade män i sin egen generation som hade svårt att visa känslor att "våga visa svaghet, värme och känslor". Han nämnde även sin egen erfarenhet av att växa upp faderlös. Här följer ett utdrag ur talet:
| ”                                                    | … Jag önskar jag hade ett bra svar. Tänk om jag, som kungen i sagorna, kunde ställa allt till rätta och sluta berättelsen med 'att sedan levde de lyckliga i alla sina dagar'. Men jag är, precis som Ni, bara en sörjande, sökande medmänniska … | „ |
| – Carl XVI Gustaf, Stockholms stadshus, januari 2005 | |   |

Kungens tal togs emot mycket positivt i Sverige, i ett läge då regeringen fick utstå hård kritik för sitt agerande. Kungen uppfattades som en samlande och helande kraft i ett sörjande Sverige som var chockat efter tsunamikatastrofen. Kungens popularitet stärktes mätbart efter det talet i Stockholms stadshus och stödet för monarkin ökade.
Kungen besökte under denna tidsperiod Kanada, Japan, Danmark, Österrike, Portugal, Ukraina, Italien, Nederländerna, Brasilien, Botswana, Polen, Sydkorea, Kroatien och Lettland.

#### Familj
År 2010 gifte sig kronprinsessan Victoria med Daniel Westling. År 2012 föddes kungens första barnbarn: kronprinsessan Victorias dotter prinsessan Estelle, som då blev nummer två i tronföljden.

### Femte decenniet (2013–2022)

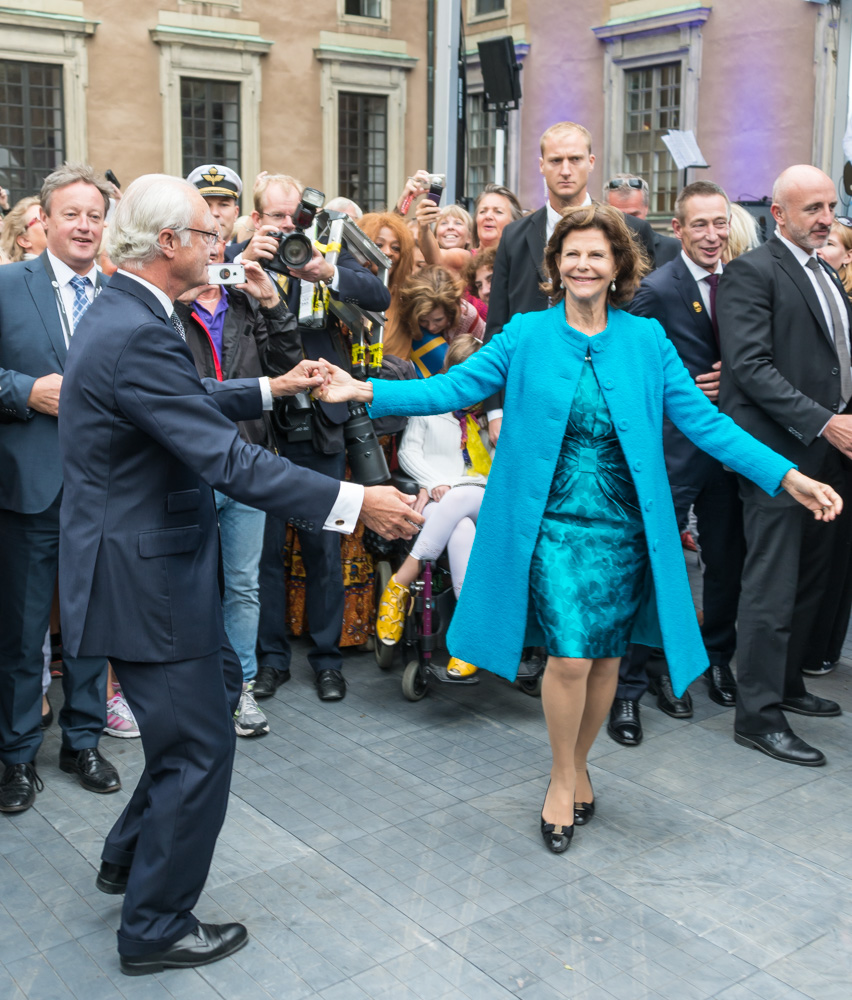
Kungen firar 40 år på tronen i september 2013 och bjuder upp drottning Silvia till en spontan dans på inre borggården på Stockholms slott.

Kungen har under denna period bland annat varit på statsbesök i Frankrike och Litauen.
År 2015 närvarade kungen vid öppningsceremonin när Sverige stod värd för Världsmästerskapen i nordisk skidsport.

#### Familj
År 2013 gifte sig prinsessan Madeleine med Christopher O'Neill. År 2014 föddes kungens andra barnbarn: prinsessan Madeleines dotter prinsessan Leonore, som då blev nummer fem i tronföljden. År 2015 föddes kungens tredje barnbarn: prinsessan Madeleines son prins Nicolas, som då blev nummer sex i tronföljden. Samma år gifte sig prins Carl Philip med Sofia Hellqvist. År 2016 föddes kungens fjärde och femte barnbarn: kronprinsessan Victorias son prins Oscar, som då blev nummer tre i tronföljden, och prins Carl Philips son prins Alexander, som då blev nummer fem i tronföljden. År 2017 föddes prins Carl Philips andra son, prins Gabriel, som då blev nummer sex i tronföljden. År 2018 föddes prinsessan Madeleines tredje barn, prinsessan Adrienne, tillika kungens sjunde barnbarn.
Den 7 oktober 2019 beslutade kungen om förändringar kring vilka av hans familjemedlemmar som skulle tillhöra det kungliga huset. Beslutet innebar att prins Carl Philips barn och prinsessan Madeleines barn inte längre tillhör det kungliga huset och inte längre har ställning som Kungliga Högheter. De behöll dock arvsrätten till tronen och sina titlar som prins/prinsessa och hertig/hertiginna. I samband med detta förväntas prinsessan Leonore, prins Nicolas, prins Alexander, prins Gabriel och prinsessan Adrienne inte ha offentliga åtaganden på kungens uppdrag och de betraktas framgent som privatpersoner. I framtiden kommer de inte som de andra myndiga tronarvingarna att ha begränsningar kring anställningar och inte heller få sina levnadsomkostnader täckta av riksdagens anslag till kungen.
Den 26 mars 2021 föddes prins Carl Philips tredje barn, prins Julian, tillika kungens åttonde barnbarn.

#### COVID-pandemin
Under coronavirusutbrottet 2020–2021 i Sverige, skedde mycket av Kungafamiljens uppdrag digitalt. Kungen uppmärksammade detta i sitt jultal 2020, bland annat med orden:
”Jag sänder en alldeles särskild tanke till dem som drabbats. Låt oss visa dem stöd och omtanke den här julen. Och fortsätta med det även när helgerna är över.
Vi har alla ett ansvar. Två meters avstånd kan rädda liv. Men det kan också två minuters telefonsamtal göra. I den situation som råder måste vi orka vara både kloka medborgare och omtänksamma medmänniskor."

### Sjätte decenniet (2023–)
Under år 2023 firade kung Carl XVI Gustaf 50 år som Sveriges konung. Bland annat gjorde kungen och drottningen länsresor till Sveriges 21 län samt till residensstäderna i respektive län.

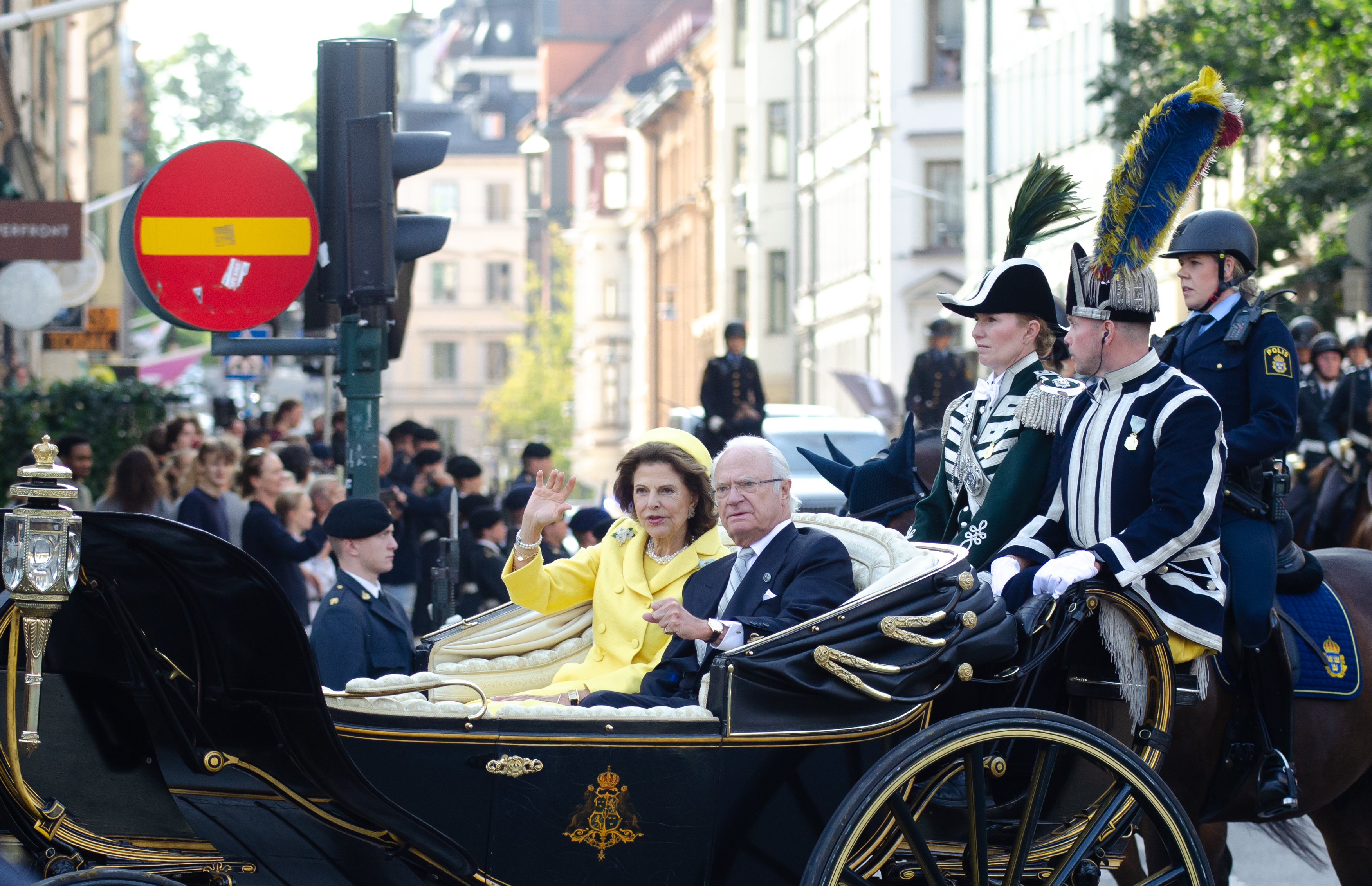
Kungen och drottningen under 50-årsjubileet i Stockholm.

 Den 6 maj 2023 deltog kungen och kronprinsessan Victoria vid kröningen av det nya brittiska kungaparet kung Charles III och drottning Camilla.

Den 21 mars 2024 förlänade kungen riddarordnar till 13 svenska icke-kungliga medborgare, senaste gången kungen förlänat svenskar med ordnar var år 1974.

#### Familj
Den 7 februari 2025 föddes prins Carl Philips fjärde barn, prinsessan Ines tillika kungens nionde barnbarn.

## Kungens uppgifter och åtaganden

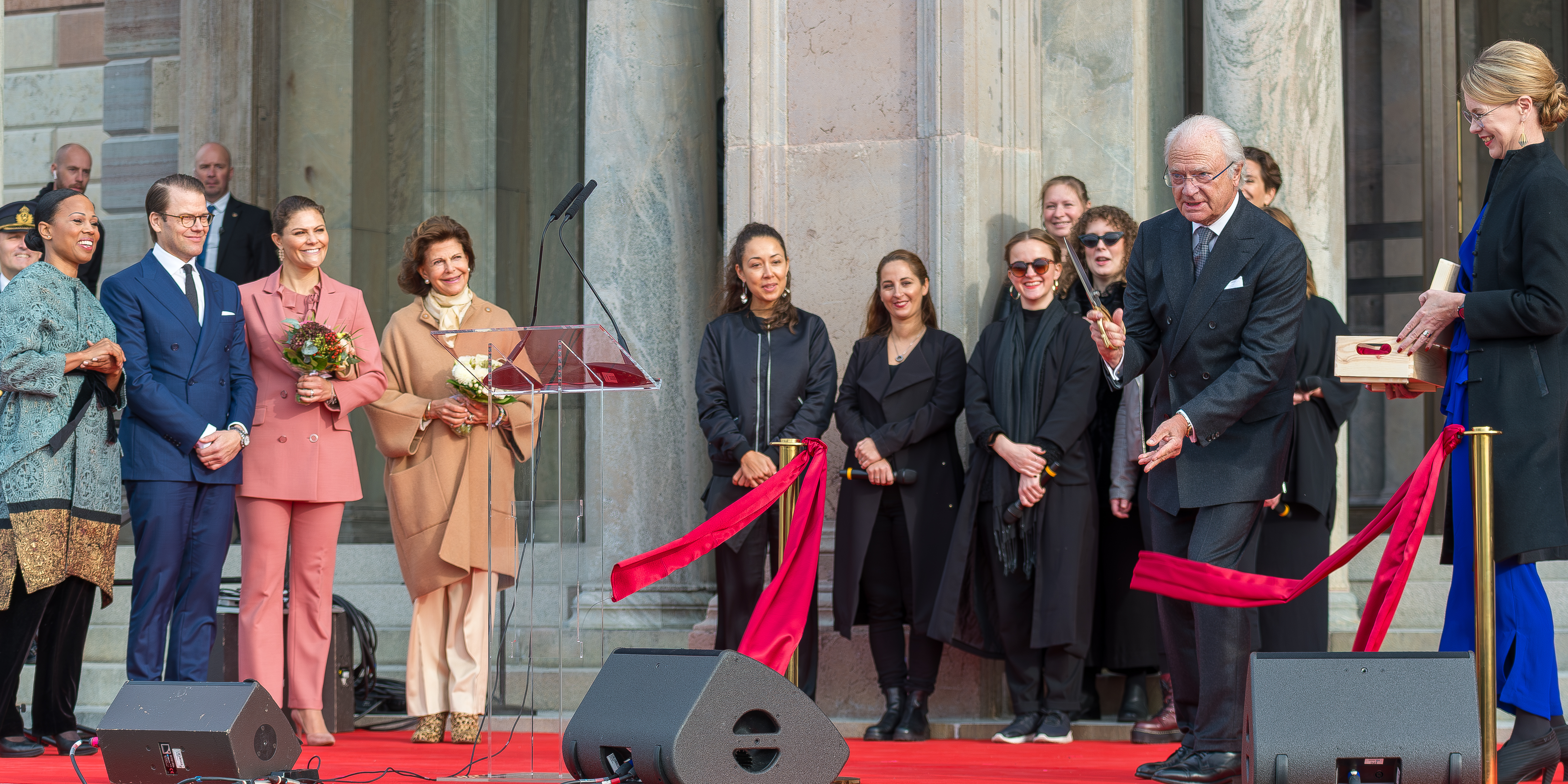
Kung Carl XVI Gustaf nyinviger Nationalmuseum i Stockholm 2018 i närvaro av drottning Silvia, kronprinsessan Victoria och prins Daniel, kulturminister Alice Bah Kuhnke och överintendent Susanna Pettersson.

Som statschef har Carl XVI Gustaf ett löpande arbete med bland annat Sveriges riksdags talman, Sveriges regering och representationsuppdrag gentemot andra länder.
Det formella regeringsskiftet i Sverige sker vid en konselj på slottet som leds av kungen. Talmannen presenterar sitt förslag till statsminister och riksdagens beslut. Statsministern presenterar regeringsförklaringen och vilka ministrar som ska ingå i regeringen.
Kungen är ordförande i utrikesnämnden och leder mötena där riksdagen och regeringen ska diskutera utrikespolitiken. 
Kung Carl Gustaf ansvarar för att vara Sveriges främsta representant vid statsbesök i Sverige och till andra länder, syftet med dessa statsbesök är att öka handeln, relationerna och övrig samverkan länderna emellan. På juldagen håller han sitt årliga jultal i Sveriges Radio P1. Carl Gustaf genomför varje år studiebesök hos flera företag.

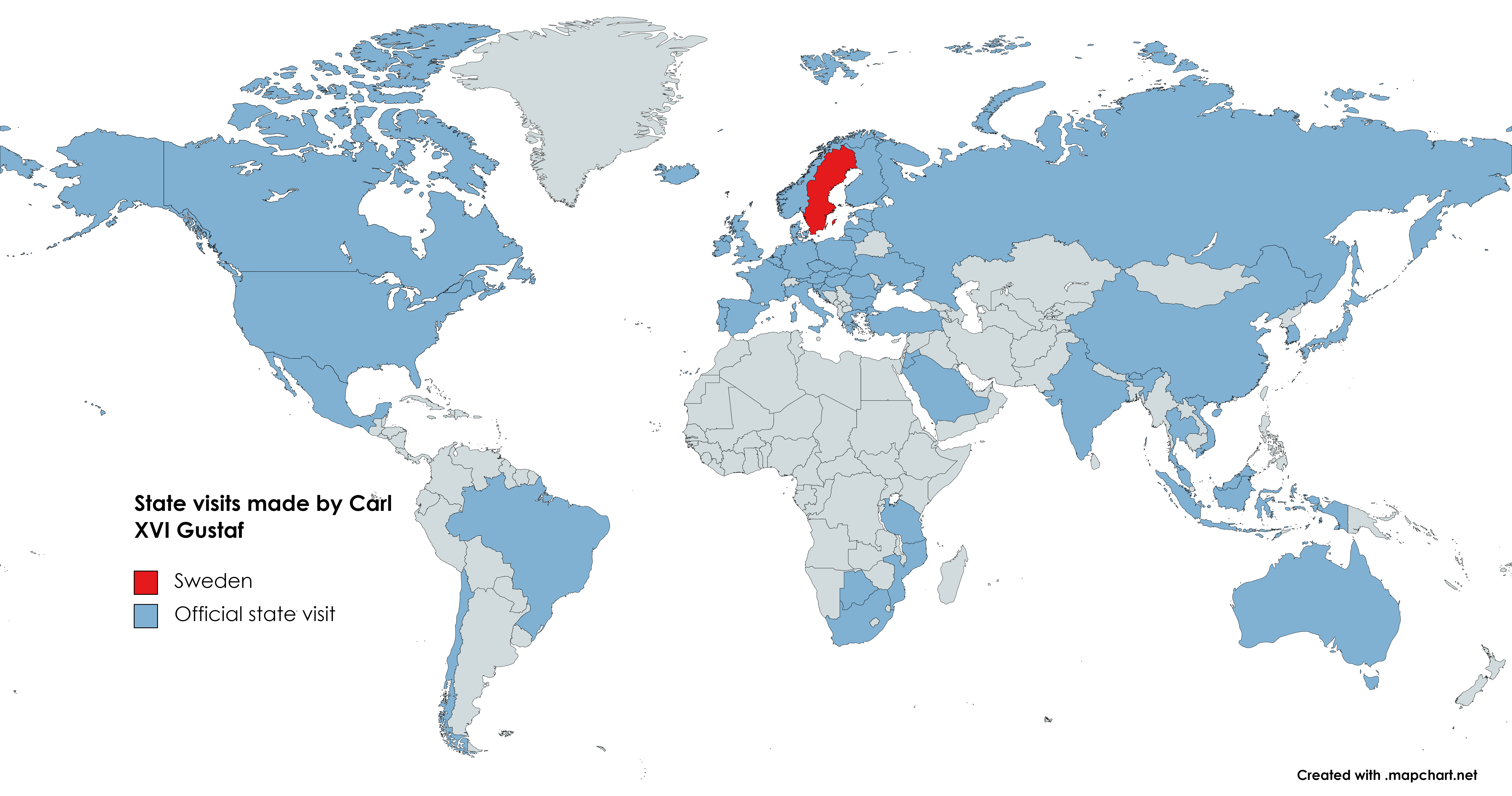
Länder som kung Carl Gustaf avlagt statsbesök i.

Bland Carl Gustafs offentliga åtaganden, utöver hans uppdrag som han fått genom lagstiftning, hör flera miljörelaterade engagemang. Som exempel har han startat Kung Carl Gustafs Miljötävlan och den internationella miljökonferensen Royal Colloquium. Han var ordförande för den svenska avdelningen av Världsnaturfondens förtroenderåd 1988-2022.
Han ansvarar även för att godkänna och ta emot utländska ambassadörer, genom högtidliga audienser. Ambassadörer från Sverige som ska bli godkända av andra statschefer får först sin underskrift från Carl Gustaf.
I egenskap av Sveriges kung är Carl Gustaf stormästare över Serafimerorden, Nordstjärneorden, Svärdsorden och Vasaorden, samt herre och mästare Carl XIII:s orden. I denna egenskap innehar han den högsta graden inom varje orden. 
Han utdelar Serafimer-, Svärds-, Vasa- och Nordstjärneorden och Carl XIII:s orden samt de kungliga medaljerna.

## Familj och släkt

### Familj

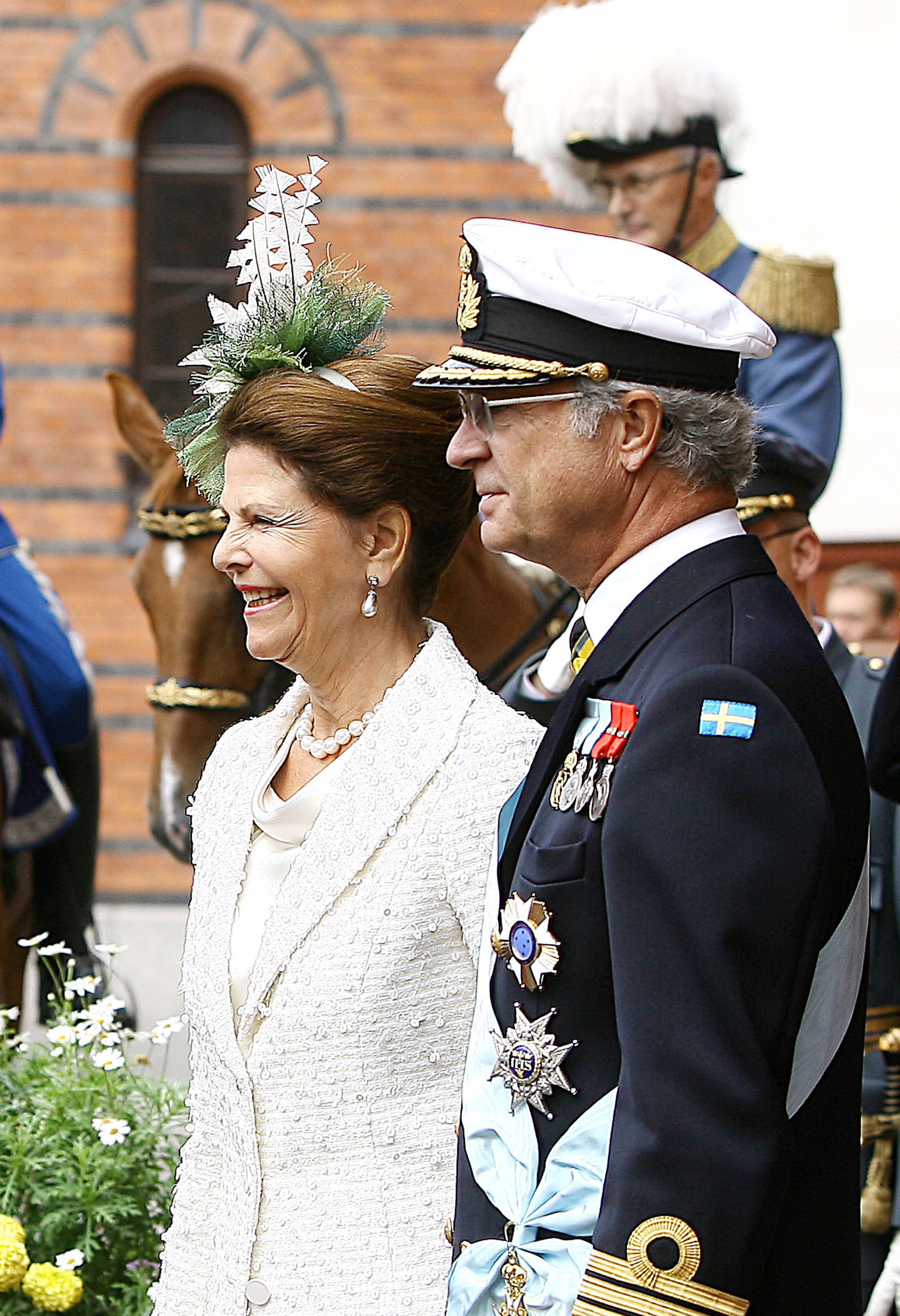
Kung Carl XVI Gustaf och drottning Silvia. Kungen i amiralsuniform.

Den 19 juni 1976 firades bröllopet mellan Carl XVI Gustaf och Silvia Sommerlath, från Heidelberg, Tyskland, dotter till direktör Walther Sommerlath och Alice de Toledo. Vigseln skedde i Stockholms Storkyrka. Förlovningen hade eklaterats den 12 mars samma år och paret träffades under OS i München 1972.

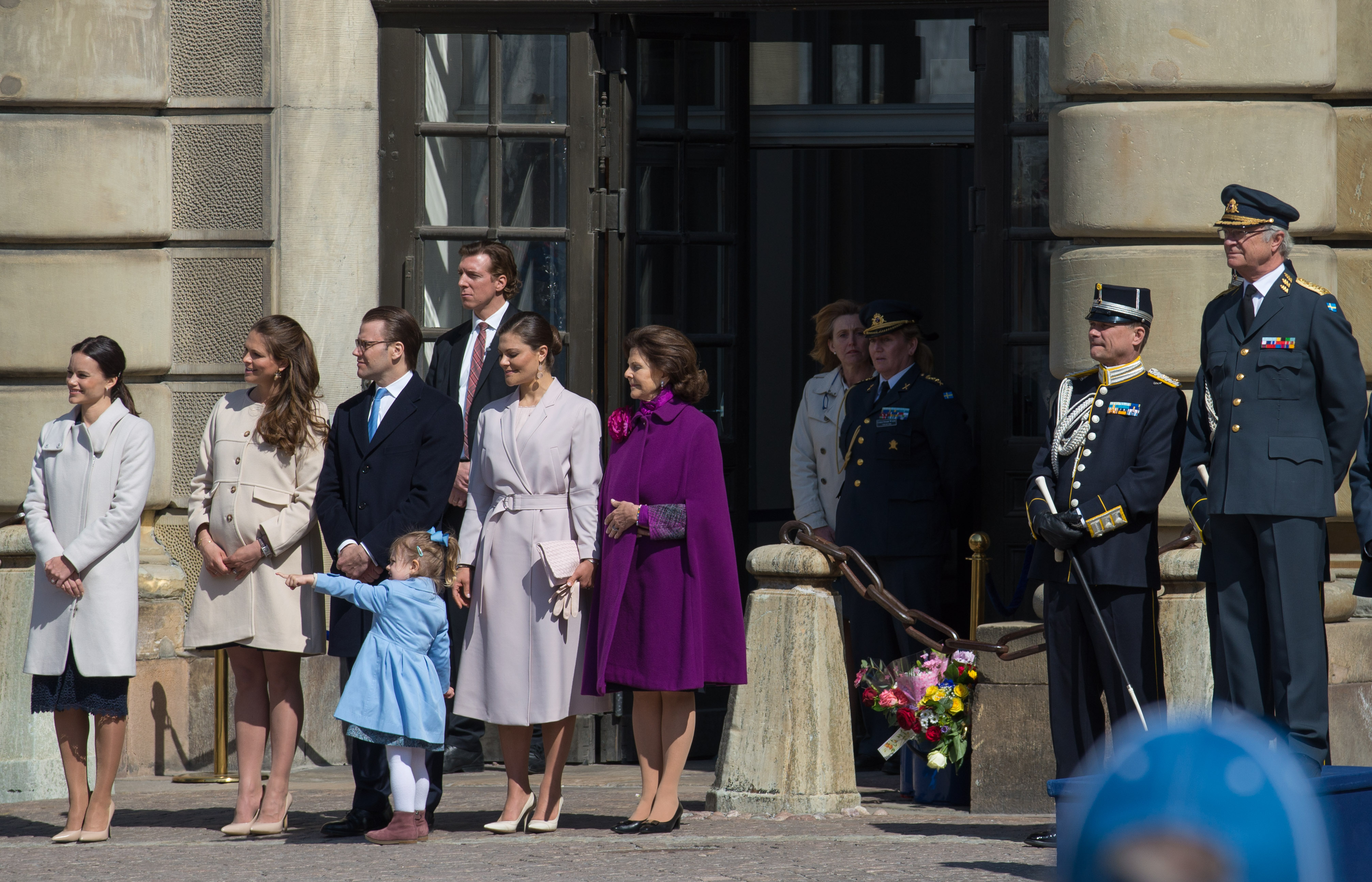
Carl XVI Gustaf (längst till höger) på sin 69:e födelsedag i samband med firandet på yttre borggården, Kungliga slottet i Stockholm den 30 april 2015.

Kungaparet har tre barn och nio barnbarn:
1. Kronprinsessan Victoria, hertiginna av Västergötland (född 1977)
  1. Prinsessan Estelle, hertiginna av Östergötland (född 2012)
  2. Prins Oscar, hertig av Skåne (född 2016)
2. Prins Carl Philip, hertig av Värmland (född 1979)
  1. Prins Alexander, hertig av Södermanland (född 2016)
  2. Prins Gabriel, hertig av Dalarna (född 2017)
  3. Prins Julian, hertig av Halland (född 2021)
  4. Prinsessan Ines, hertiginna av Västerbotten (född 2025)
3. Prinsessan Madeleine, hertiginna av Hälsingland och Gästrikland (född 1982)
  1. Prinsessan Leonore, hertiginna av Gotland (född 2014)
  2. Prins Nicolas, hertig av Ångermanland (född 2015)
  3. Prinsessan Adrienne, hertiginna av Blekinge (född 2018)

### Anfäder
Se Carl XVI Gustafs härstamning (ofullständig antavla).

## Titlar
"Vi Carl Gustaf, Sveriges Konung, göre veterligt: att som den högste Guden behagat hädankalla den fordom Stormäktigste, Högborne Furste och Herre Gustaf VI Adolf, Sveriges, Götes och Vendes konung, och Vi, enligt och i kraft av den av Svea Rikes Ständer under 26 september 1810 upprättade och fastställda Successionsordning, efter Högbemälte Herre, uppstigit på den Kungliga Svenska Tronen.
Alltså försäkra Vi härmed högtidligen och på det kraftigaste, att Vi vilja och skola styra Riket efter den av Rikets Ständer under den 6 juni 1809 fastställda och av Konung och Rikets Ständer till efterlevnad antagna Regeringsforms bokstavliga föreskrift samt Rikets övriga gällande grundlagar, allmänna lag, och laga stadgar.
Vi skola och, i överensstämmelse med nyss nämnda Regeringsform, och lagar, så som en rättrådig Konung, och en huld fader för det Svenska Folket, genom en laglig, rättvis och mild regering, och så att Vi densamma för Gud den allra högste, med rent samvete, må kunna försvara, söka att efter Vår yttersta förmåga, befrämja rikets och varje inbyggares sannskyldiga gagn och bästa, vilket allt såsom Vi det av fri vilja och efter moget övervägande beslutit, Vi alltså bekräfta med Vårt namns egenhändiga underskrivande och med livlig ed, att Vi sådant efterleva och fullgöra skola. Så sant mig Gud hjälpe till liv och själ."

—Carl XVI Gustafs Kungaförsäkran, den 19 september 1973
Carl XVI Gustaf valde vid sitt trontillträde att anta titeln Sveriges Konung. Den traditionella titeln hade dittills varit med Guds nåde, Sveriges, Götes och Vendes Konung vilken kunde härledas tillbaka till de medeltida kungarna. Titeln "Vendes konung" antogs av Gustav Vasa i rivalitet med Kristian III av Danmark som lagt "Goters konung" (gotlänningars) till den danska kungatiteln. Vid sitt trontillträde 1972 avsade sig drottning Margrethe II alla titlar förutom Danmarks Drottning vilket, tillsammans med Carl XVI Gustafs val av titel, satte punkt för en 450-årig tvist.
Han tilltalas/omtalas formellt som Ers/Hans Majestät.
Från sin födsel till och med 1950 var Carl XVI Gustaf prins med titeln Sveriges arvfurste. Från 1950 till 1973 då han uppsteg på tronen bar han titeln Sveriges kronprins. Vid födseln utnämndes han till Hertig av Jämtland, en titel han brukade fram till trontillträdet.

## Utmärkelser och uppdrag

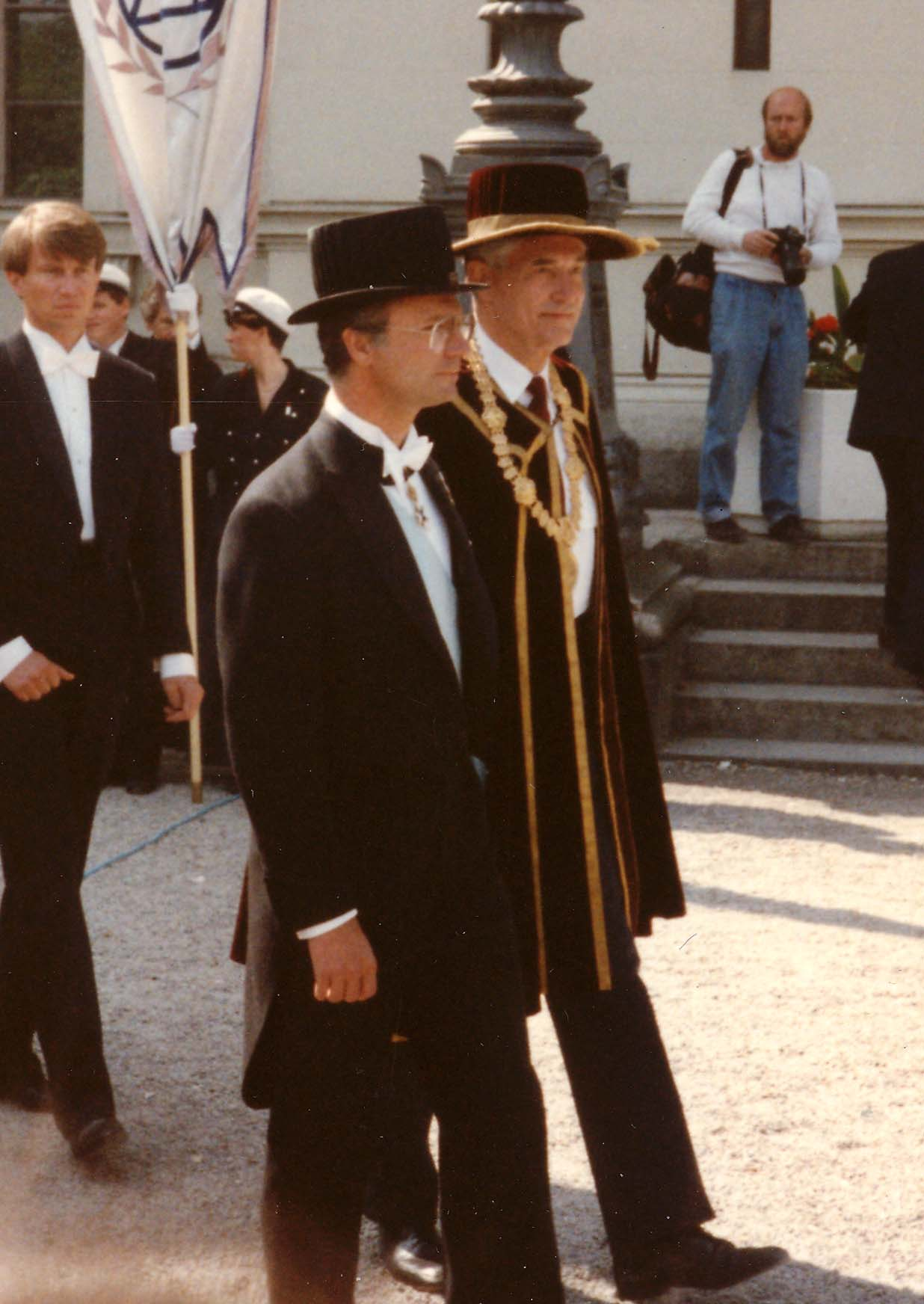
Carl XVI Gustaf besöker som hedersdoktor doktorspromotionen vid Lunds universitet 1990. Till höger om kungen är universitetets rektor Håkan Westling.

Carl XVI Gustaf är den svenska Försvarsmaktens främste representant och innehar de högsta militära graderna, à la suite, inom de tre försvarsgrenarna: amiral i flottan samt general i armén och i flygvapnet. Han är dock inte general i amfibiekåren (tidigare kustartilleriet) eftersom flottan ensamt representerar marinen som försvarsgren. Han är dessutom hederschef för Livgardet och Livregementets husarer.
Han är hedersdoktor vid Sveriges lantbruksuniversitet (SLU), Kungliga tekniska högskolan (KTH), Handelshögskolan i Stockholm samt Åbo Akademi i Finland. Sedan 1977 är kungen även hedersordförande i World Scout Foundation samt Förtroenderådets ordförande i svenska Världsnaturfonden (WWF). Han är även prisutdelare för Världsnaturfondens årliga pris – Årets miljöhjälte. År 2012 uppstod dock en kontrovers då konungen vägrade dela ut priset till miljörättsaktivisten Alva Snis Sigtryggsson, enligt uppgift då han inte ville bli förknippad med civil olydnad.
Han blev även utnämnd till årets ölänning 1996.
Ekonomie hedersdoktor vid Handelshögskolan i Stockholm (ekon. dr. h.c.) 1999
Carl XVI Gustaf är beskyddare för ett flertal olika organisationer, se Carl XVI Gustafs beskyddarskap.
Under åren som monark har kung Carl Gustaf tilldelats ett sextiotal utländska statsordnar, bland annat Elefantorden, Finlands vita ros, Hederslegionen och Strumpebandsorden.
Med anledning av att Carl XVI Gustaf firade sitt 10-årsjubileum som kung 1983, fick Sverige ett nytt minnesmynt i maj samma år. Valören var 200 kronor, och upplagan var begränsad till 100 000 exemplar. Framsidan på myntet visar kungen i profil och frånsidan riksvapnet utan vapenmantel. Myntet utarbetades på uppdrag av Kungliga Myntverket av konstnären Marita Norin. Storlek och metallinnehåll var samma som 1980 års minnesmynt, utgivet med anledning av att kvinnlig tronföljd då infördes. Diametern är 36 millimeter.

### Ordnar

#### Svenska ordnar
| Orden och titel                                                                                | Not                                                              |
| ---------------------------------------------------------------------------------------------- | ---------------------------------------------------------------- |
| Riddare och kommendör av Kungl. Maj:ts orden (riddare av Kungliga Serafimerorden) från födseln | Ordens herre och mästare 1973–75; ordens stormästare från 1975   |
| Kommendör med stora korset av Kungliga Svärdsorden från födseln                                | Ordens herre och mästare 1973–2023; ordens stormästare från 2023 |
| Kommendör med stora korset av Kungliga Nordstjärneorden från födseln                           | Ordens herre och mästare 1973–75; ordens stormästare från 1975   |
| Kommendör med stora korset av Kungliga Vasaorden från 27-årsdagen (30 april 1973)              | Ordens herre och mästare 1973–2023; ordens stormästare från 2023 |
| Riddare av Kungliga Carl XIII:s orden från födseln                                             | Ordens herre och mästare från 1973                               |
| Hedersledamot av Johanniterorden                                                               | Ordens höge beskyddare från 1973                                 |

#### Utländska ordnar

##### Norden

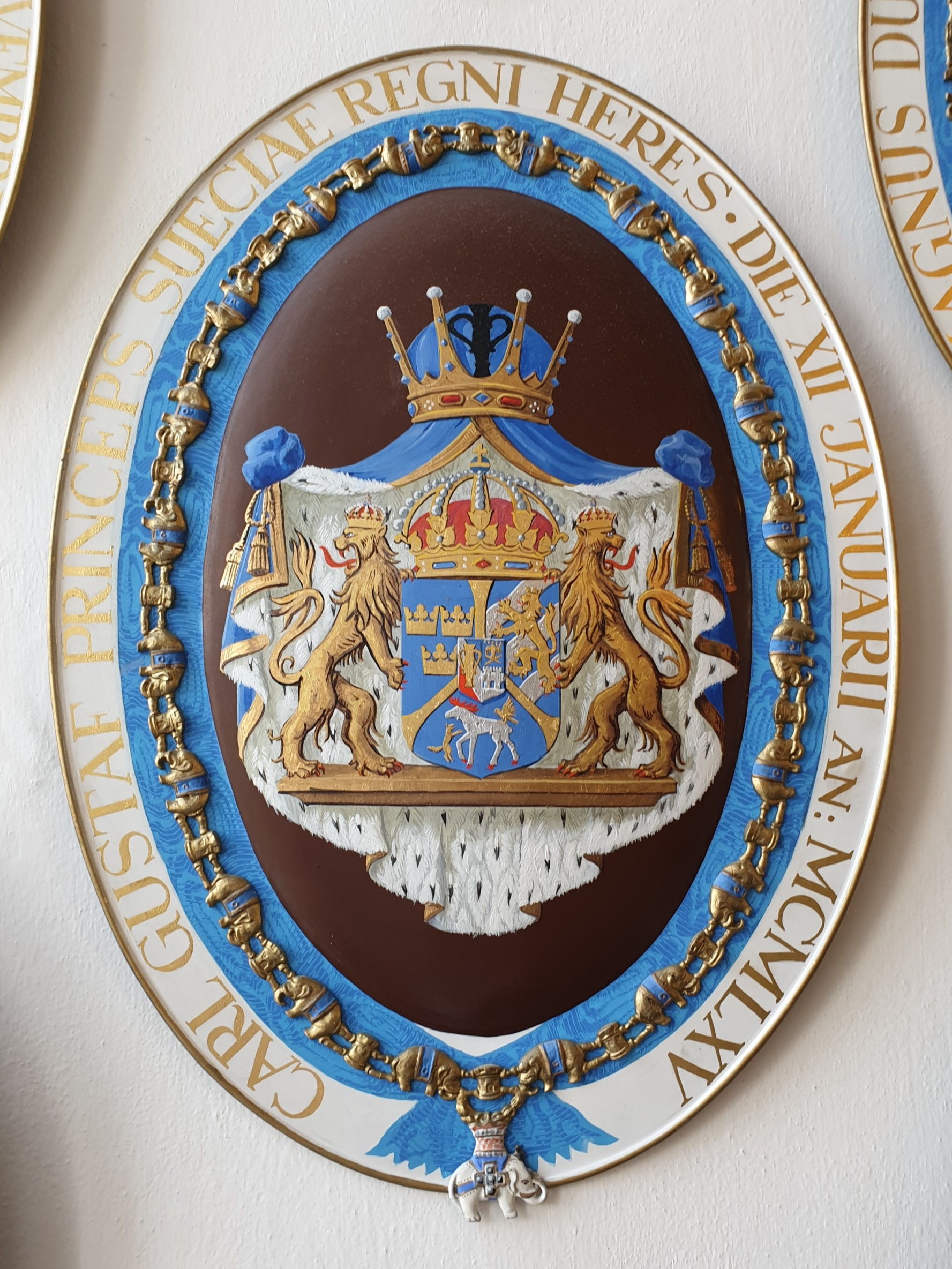
Kung Carl XVI Gustafs vapen (som kronprins och hertig av Jämtland) med Elefantordens insignier i Frederiksborgs slottskyrka.

| Land    | Orden och titel                                                  | Not             |
| ------- | ---------------------------------------------------------------- | --------------- |
| Danmark | Riddare med kedja av Elefantorden                                | 12 januari 1965 |
| Danmark | Storkommendör av Dannebrogsorden                                 | 10 april 1975   |
| Finland | Kommendör med stora korset med kedja av Finlands Vita Ros’ orden | [ 73 ]          |
| Island  | Storkors med kedja av Isländska falkorden                        | [ 73 ]          |
| Norge   | Storkors med kedja av Sankt Olavs orden                          | [ 73 ]          |

##### Övriga
| Land           | Orden och titel                                                           | Not                                               |
| -------------- | ------------------------------------------------------------------------- | ------------------------------------------------- |
| Argentina      | Storkors med kedja av San Martín Befriarens orden                         | [ 73 ] [ 74 ]                                     |
| Belgien        | Storkors av Leopoldorden                                                  | [ 73 ]                                            |
| Brasilien      | Storkors med kedja av Södra korsets orden                                 | [ 73 ]                                            |
| Brunei         | Storkors med kedja av Kronorden                                           | [ 73 ]                                            |
| Bulgarien      | Storkors av Stara planina orden                                           | [ 73 ]                                            |
| Chile          | Storkors med kedja Förtjänstorden                                         | [ 73 ]                                            |
| Egypten        | Storkors med kedja av Nilorden                                            | [ 73 ]                                            |
| Estland        | Terra Mariana-korsets orden, första klassen med kedja                     | 8 september 1995                                  |
| Estland        | Vita Stjärnans orden med kedja                                            | 12 januari 2011                                   |
| Frankrike      | Storkors av Hederslegionen                                                | [ 73 ]                                            |
| Grekland       | Storkors av Frälsarens orden                                              | [ 73 ]                                            |
| Heliga stolen  | Storkors med kedja av Piusorden                                           | [ 73 ]                                            |
| Italien        | Storkors med kedja av Italienska republikens förtjänstorden               | 8 april 1991                                      |
| Japan          | Storkors med kedja av Krysantemumorden                                    | [ 73 ]                                            |
| Jordanien      | Storkors med kedja av Al-Hussein orden                                    | [ 73 ]                                            |
| Lettland       | Storkors med kedja av Tre Stjärnors orden                                 | [ 73 ]                                            |
| Litauen        | Storkors av Vytautasorden                                                 | 21 november 1995 7 oktober 2015 med gyllene kedja |
| Luxemburg      | Storkors av Nassauska Gyllene lejonets orden                              | [ 73 ]                                            |
| Mexiko         | Storkors med kedja Mexikanska Aztekiska Örnorden                          | [ 73 ]                                            |
| Nederländerna  | Storkors av Nederländska Lejonorden                                       |                                                   |
| Nederländerna  | Storkors av Oranienhusorden                                               | [ 73 ]                                            |
| Nederländerna  | Kommendör av Gyllene Arkens orden                                         | [ 73 ]                                            |
| Polen          | Storkors av Vita örns orden                                               | [ 73 ]                                            |
| Portugal       | Storkors av Tornet och Svärdets orden med kedja                           | 2 maj 2008                                        |
| Portugal       | Storkors av Henrik Sjöfararens orden med kedja                            | 13 januari 1987                                   |
| Rumänien       | Storkors med kedja av Rumänska Stjärnans orden                            | [ 73 ]                                            |
| Saudiarabien   | Storkors med kedja av Abdul Azizorden                                     | [ 73 ]                                            |
| Slovakien      | Storkors av Slovakiska Vita dubbelkorsets orden                           | [ 73 ]                                            |
| Slovenien      | Förtjänstorden                                                            | [ 73 ]                                            |
| Spanien        | Riddare av Gyllene skinnets orden                                         | [ 73 ]                                            |
| Spanien        | Storkors med kedja av Karl III:s orden                                    | [ 73 ]                                            |
| Storbritannien | 967:e främlingsriddare av Strumpebandsorden                               | [ 73 ]                                            |
| Storbritannien | Mottagare av Kungliga Victoriakedjan                                      | [ 73 ]                                            |
| Sydafrika      | Storkors av Godahoppsuddens orden                                         | 1997                                              |
| Sydkorea       | Storkors med kedja av Mugunghwaorden                                      | 30 maj 2012                                       |
| Thailand       | Storkors med kedja av Rajamitrabhorns orden                               | [ 73 ]                                            |
| Turkiet        | Storkors av Orden av Staten av Republiken Turkiet                         | [ 82 ]                                            |
| Tyskland       | Storkors (särklass) av Förbundsrepubliken Tysklands förtjänstorden        | [ 73 ]                                            |
| Tyskland       | Storkors av Saxen-Ernestinska husorden (Coburgska husorden)               | [ 73 ]                                            |
| Ukraina        | Första klassen av Furst Jaroslav den vises orden med kedja                | 19 mars 1999                                      |
| Ukraina        | Kommendör 1. av Förtjänstorden                                            | [ 73 ]                                            |
| Ukraina        | Kommendör av Frihetsorden                                                 | [ 73 ]                                            |
| Ungern         | Storkors av Ungerska republikens förtjänstorden                           | [ 73 ]                                            |
| Österrike      | Storkors (särklass) av Republiken Österrikes hederstecken för förtjänster | [ 73 ]                                            |

### Medaljer och minnestecken
| Land    | Medalj/minnestecken                                                  | Not  |
| ------- | -------------------------------------------------------------------- | ---- |
| Sverige | Konung Gustaf V:s jubileumsminnestecken med anledning av 90-årsdagen | 1948 |
| Sverige | Konung Gustaf VI Adolfs minnesmedalj med anledning av 85-årsdagen    | 1967 |
| Sverige | S:t Eriksmedaljen                                                    | 2002 |
| Norge   | Konung Håkon VII:s minnesmedalj                                      | 1957 |
| Norge   | Konung Olav V:s minnesmedalj                                         | 1991 |
| Norge   | Konung Harald V:s jubileumsmedalj                                    | 2016 |

### Andra utmärkelser
- Amiral à la suite i Storbritanniens flotta (utnämnd den 25 juni 1975)[87]

## Intressen

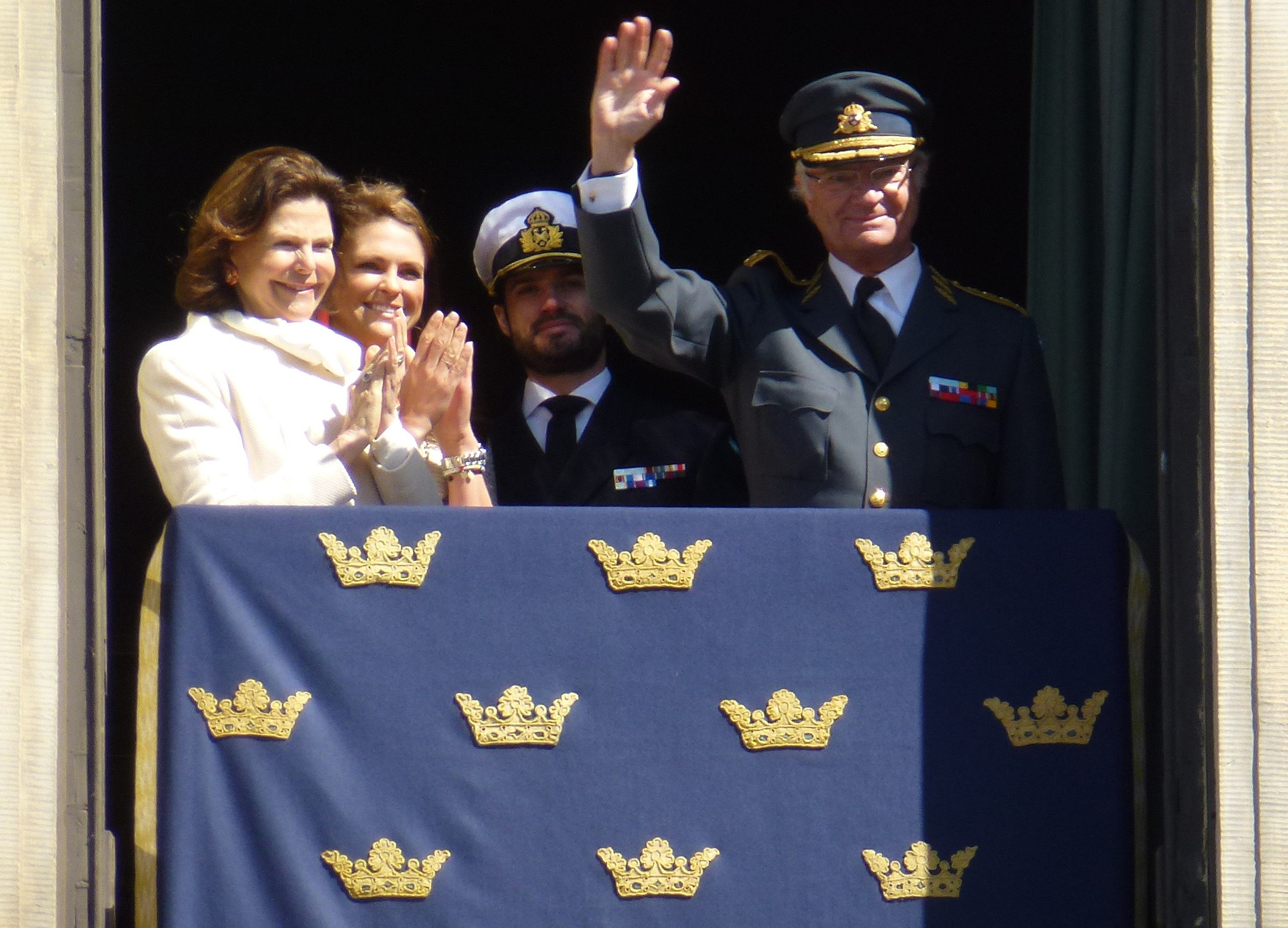
Kungens födelsedag 30 april 2013.

Kungens intressen är natur, konst, matlagning, resor, jakt, scouting och bilar. Tre gånger har han åkt Vasaloppet, han kör en Volvo PV 60 i Svenska Kungsrallyt på Öland och deltar årligen i älgjakt i Bergslagen och i andra jakter, bland annat inom ramen för Konungens jaktklubb, där han själv är ordförande. Kungen är även intresserad av skidåkning och brukar vistas under World Cup Final i Falun. Kungen kom tidigt i kontakt med ishockey och "tränades" 1956 på Stockholms stadion av Lasse Björn och Sven Tumba, som skrev i sina memoarer; "Kronprinsen var en lovande liten pys med bra blick för spelet".
Fritiden tillbringar kungafamiljen ofta tillsammans i den privata sportstugan de ärvt i Storlien eller i Villa Mirage i franska Sainte-Maxime. Om somrarna bor kungafamiljen traditionellt på Solliden på Öland. Kungen arrenderar Stenhammars slott, där han bedriver ekologiskt jordbruk, med skogsbruk, växtodling och djurhållning. Han föder där i samarbete med Sveriges lantbruksuniversitet upp nötkreatur av den egna korsningsrasen Simgus, en korsning av Simmentalkor och Aberdeen Angus.

## Bildgalleri

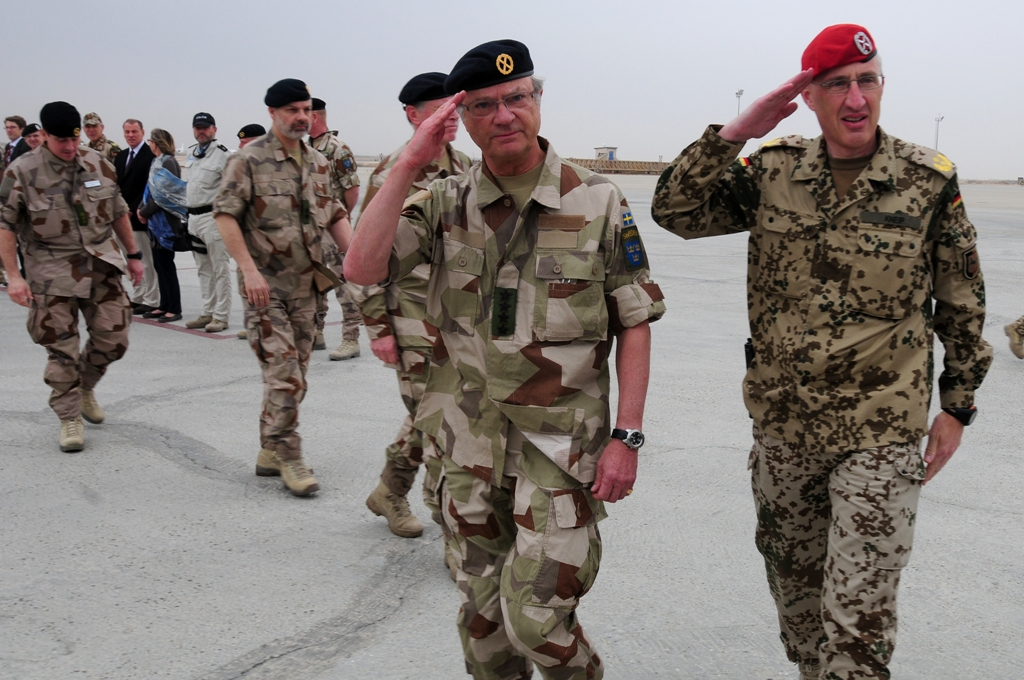
Befälhavaren för ISAF, generalmajor Markus Kneip, med svenske kungen under ett oanmält besök i Afghanistan den 2011.
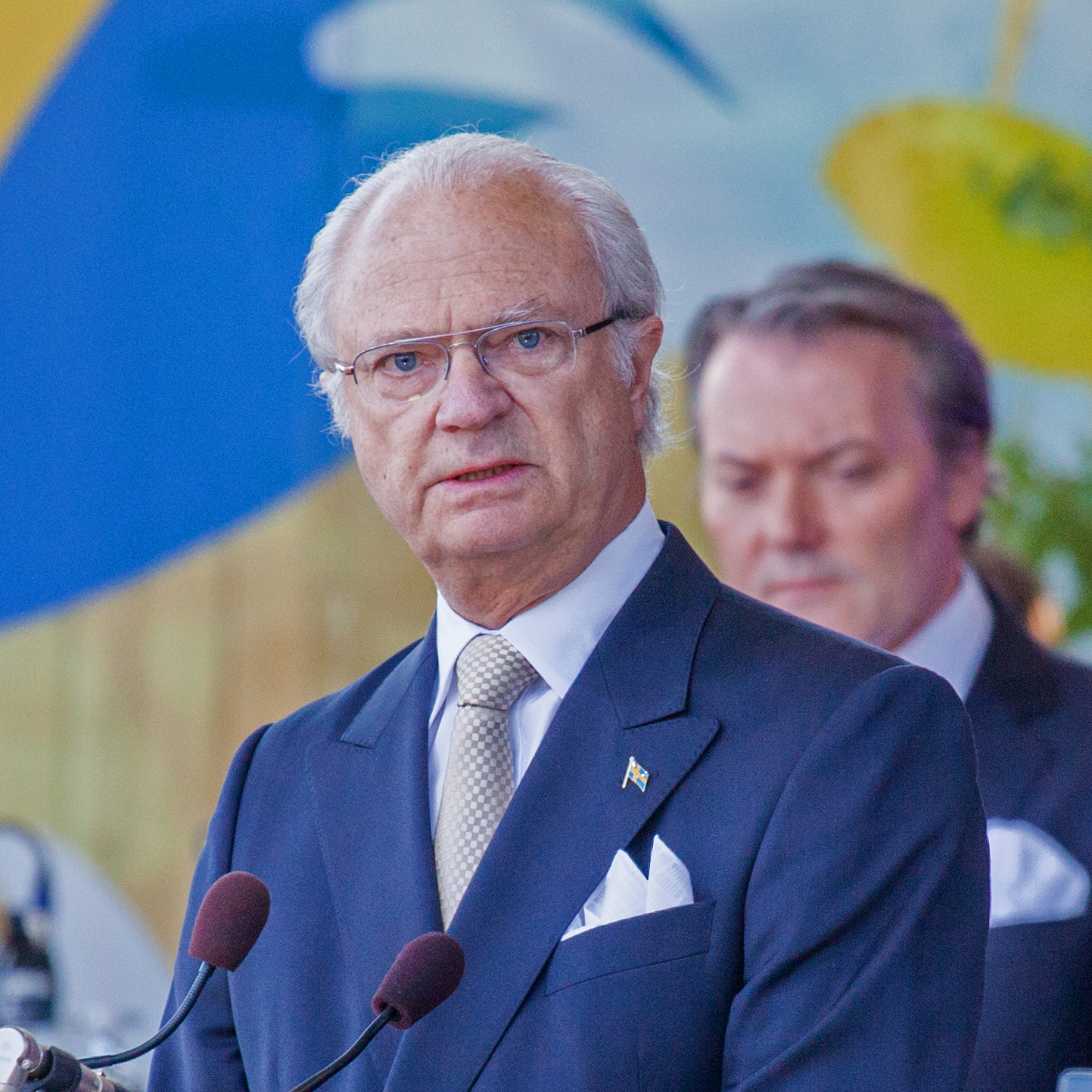
Kungen håller tal på Skansen på Sveriges nationaldag 2013.
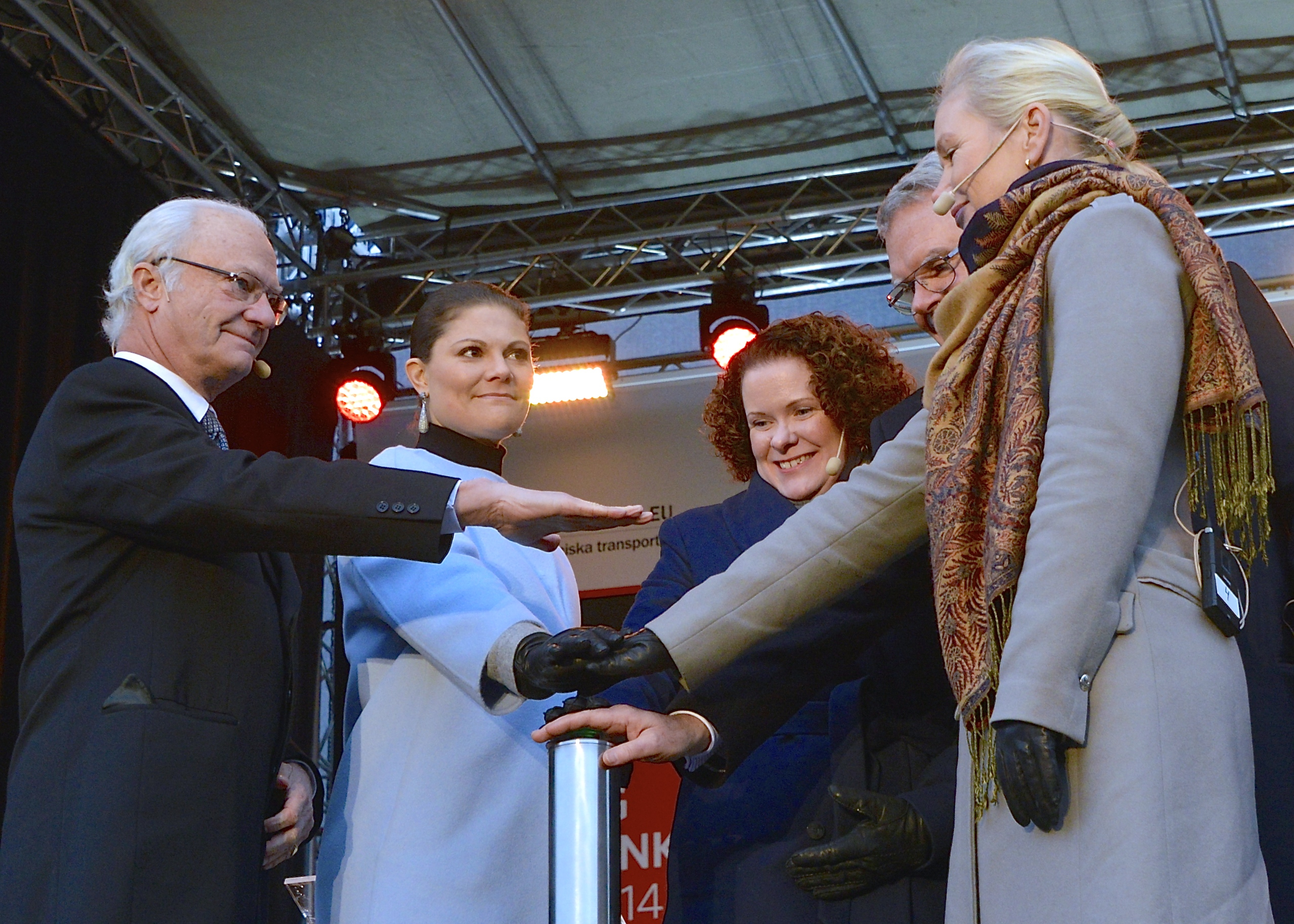
Norra länken i Stockholm invigs av Carl XVI Gustaf, kronprinsessan Victoria, Karin Wanngård, Gunnar Malm och Anna Johansson 2014.
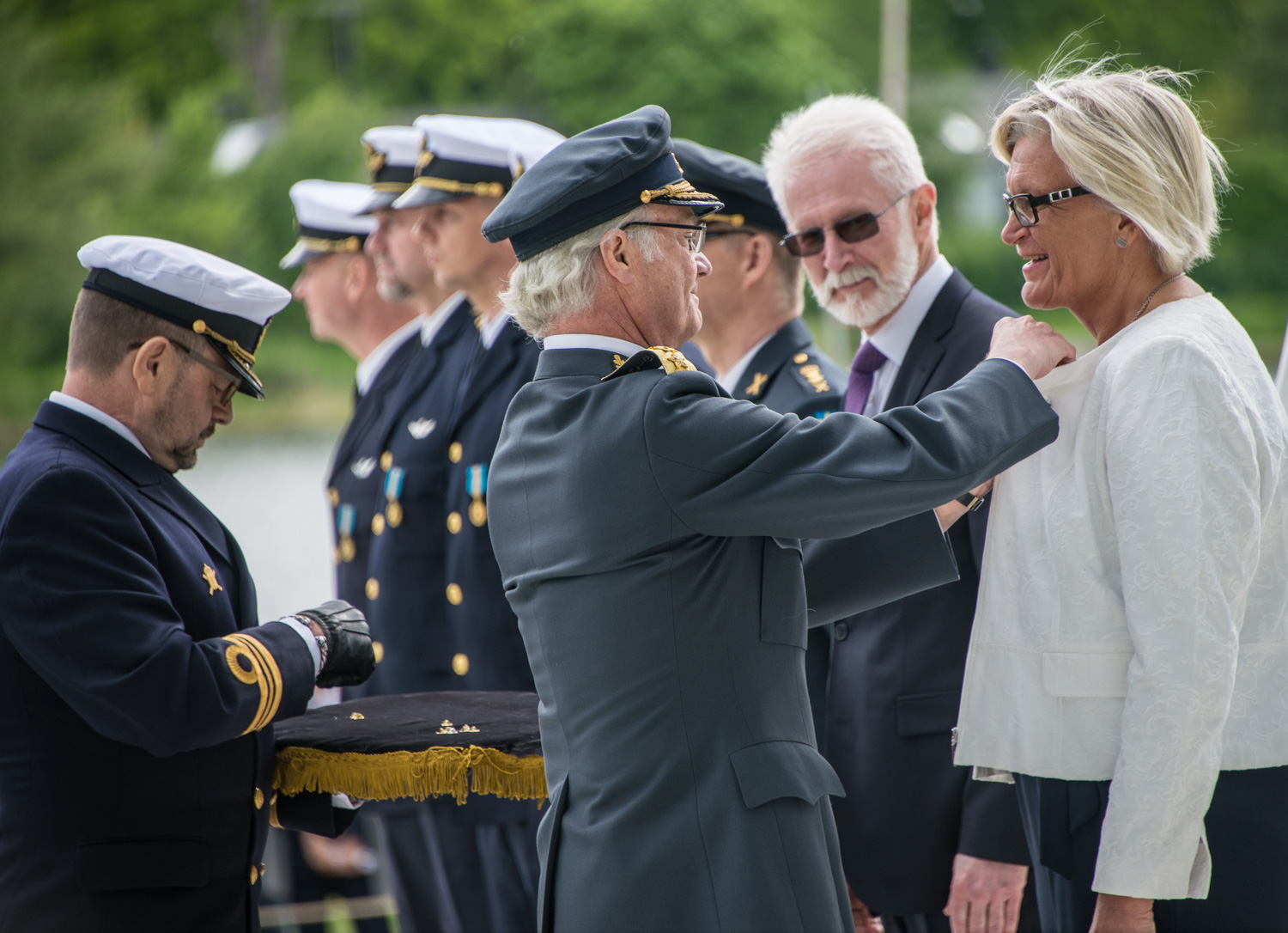
Kungen tackar och medaljerar svenska veteraner under Veterandagen på Djurgården 2015.
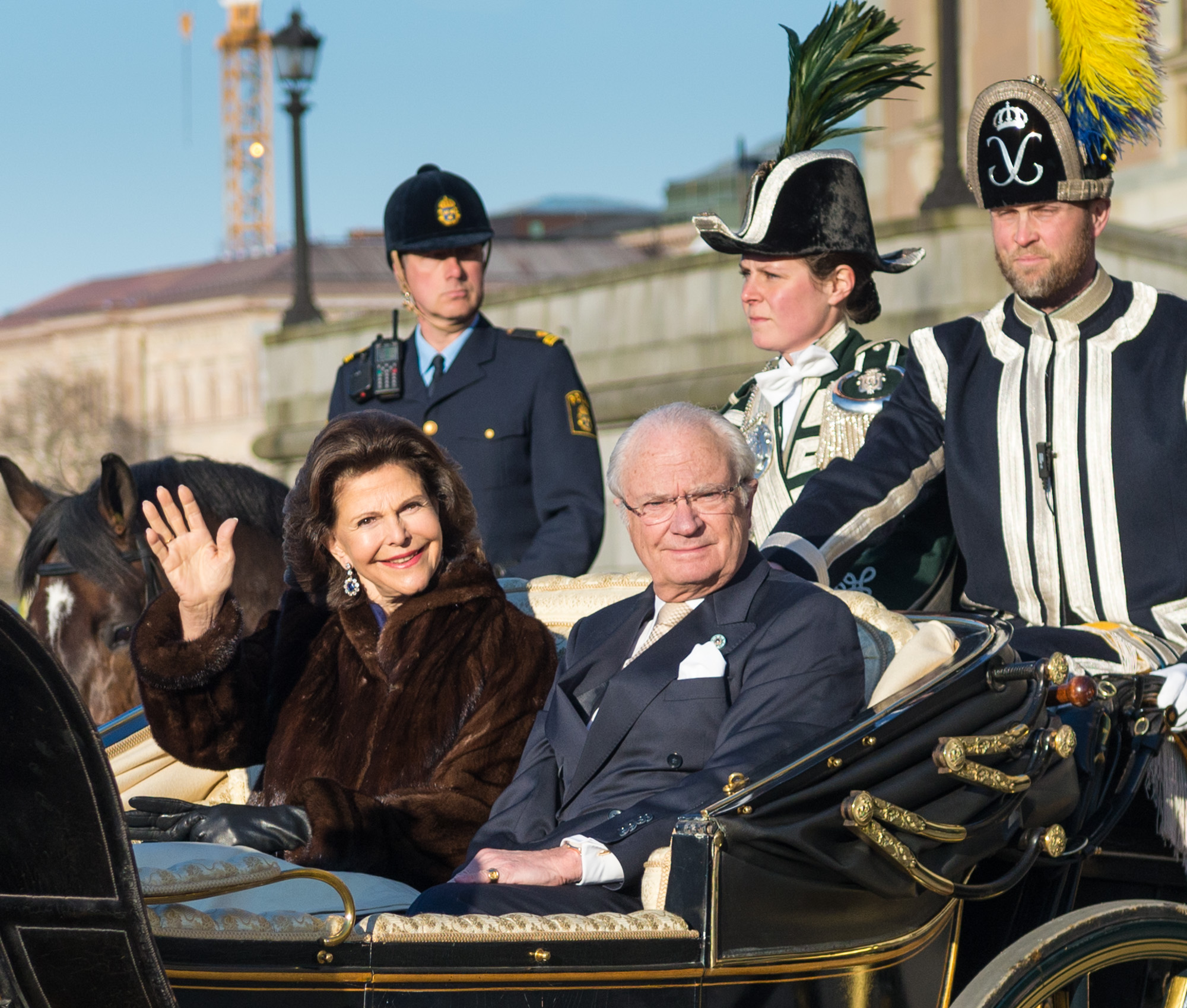
Carl XVI Gustaf och drottning Silvia i kortege genom Stockholm inför firandet av kungens 70-årsdag 2016.
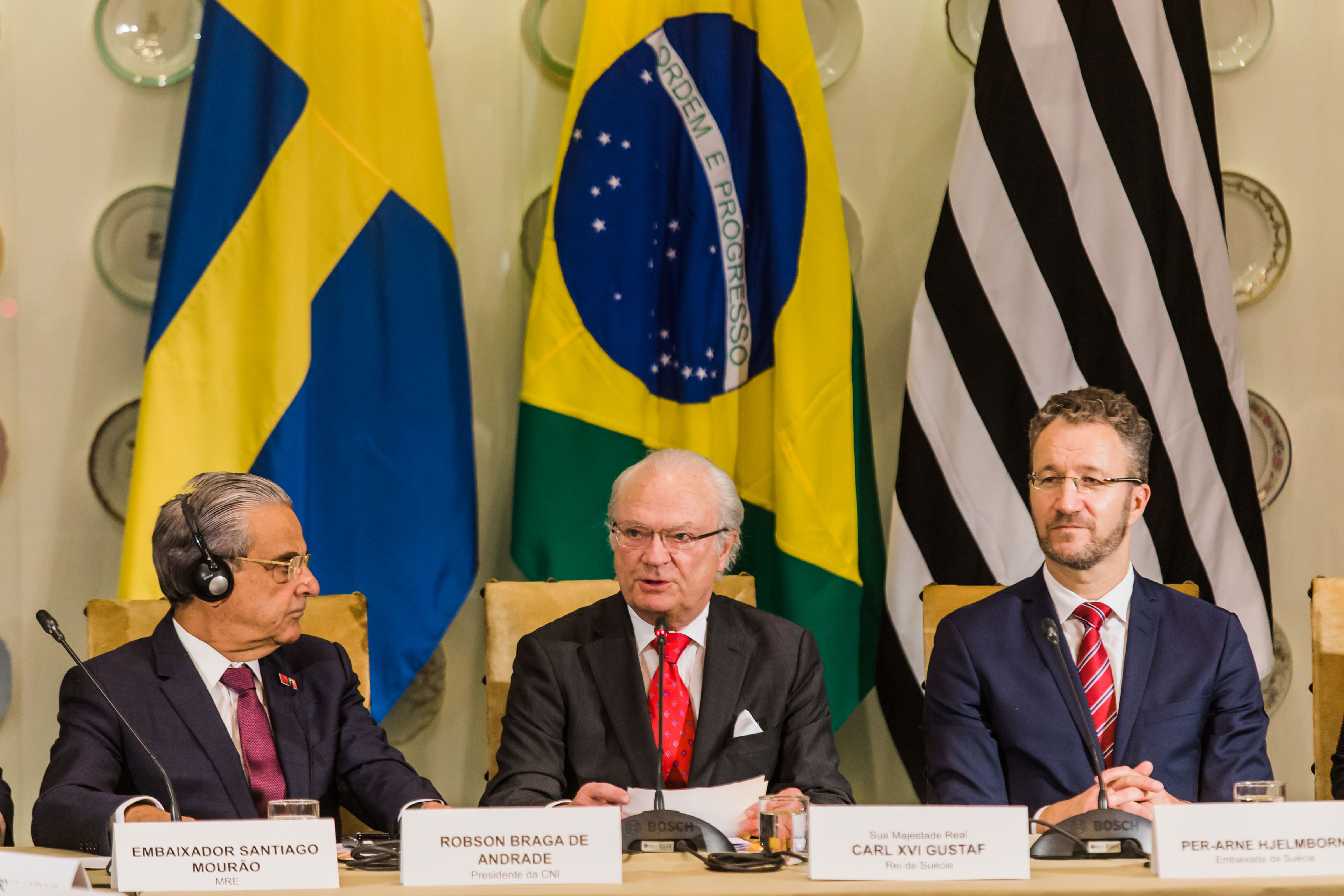
Kungen under deltagandet i Brazil-Sweden Business Forum i São Paulo 2017.
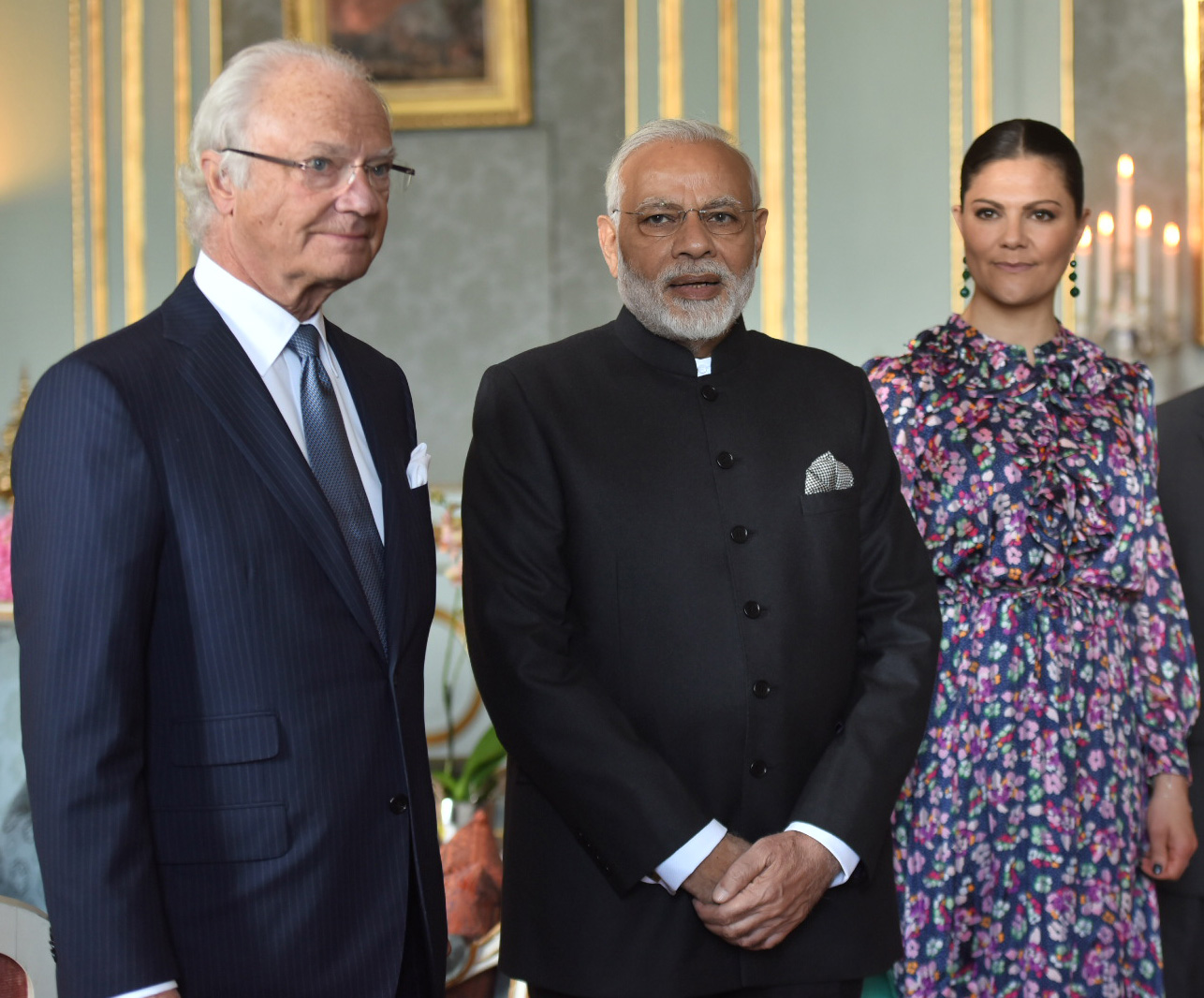
Kungen och kronprinsessan Victoria tar emot Indiens premiärminister Narendra Modi på Stockholms slott 2018.
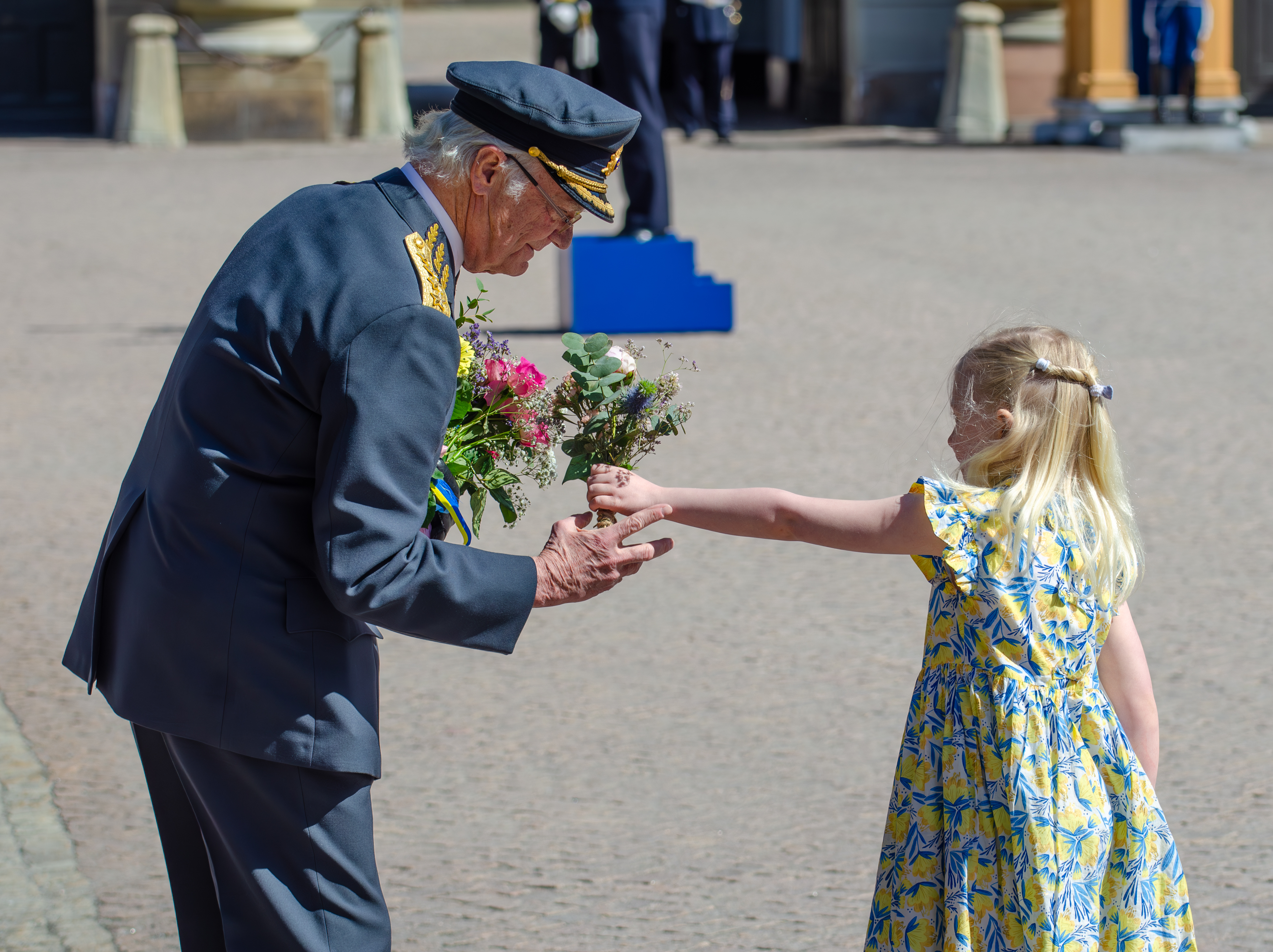
Carl XVI Gustaf tar emot blommor från barnen på sin 78:e födelsedag på yttre borggården till Stockholms slott 2024.
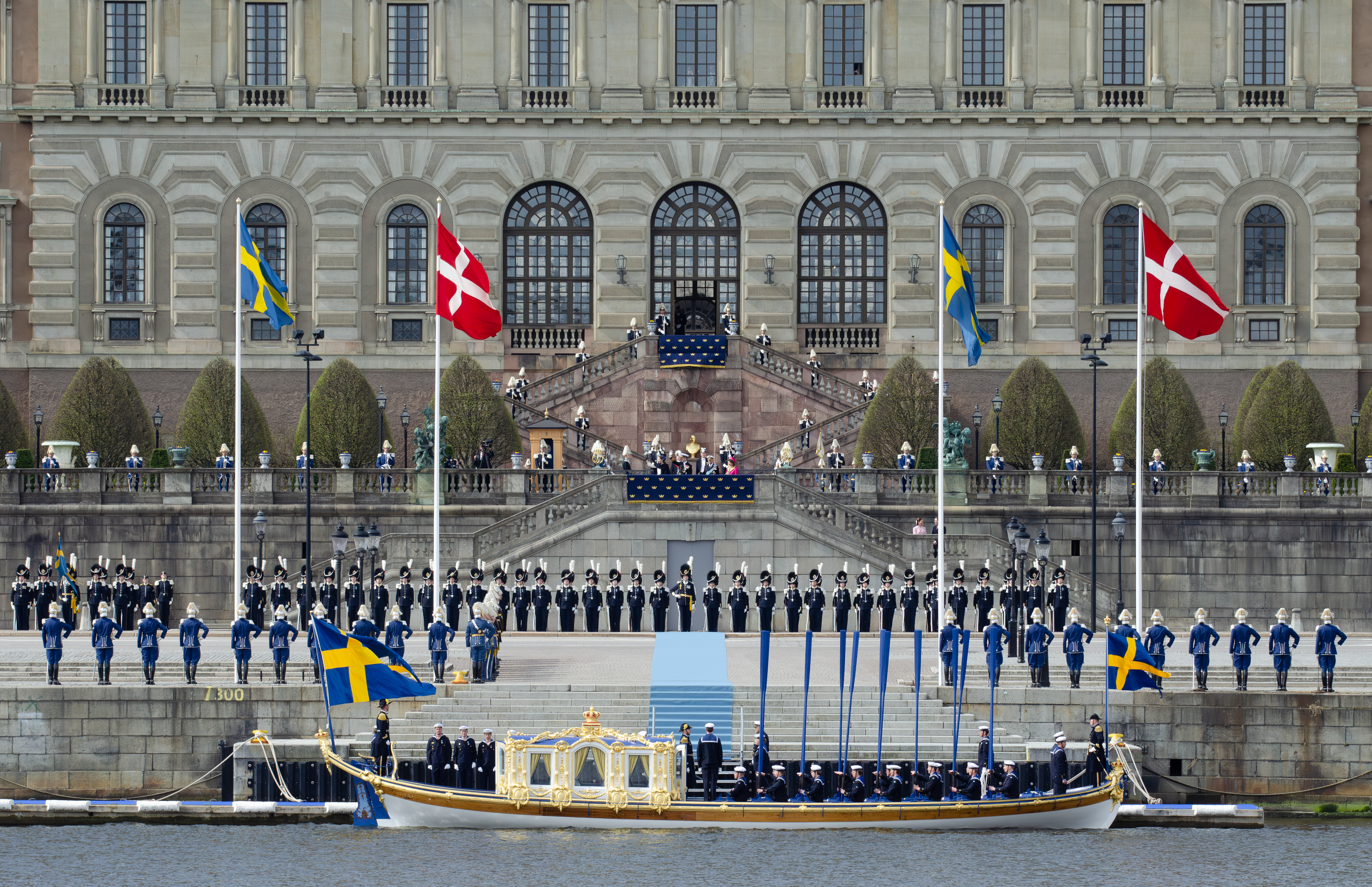
Det svenska kungaparet tar emot Kung Frederik X av Danmark och drottning Mary vid Stockholms slott, under deras statsbesök till Sverige 2024. Med på Vasaorden finns även kronprinsessan Victoria och prins Daniel.
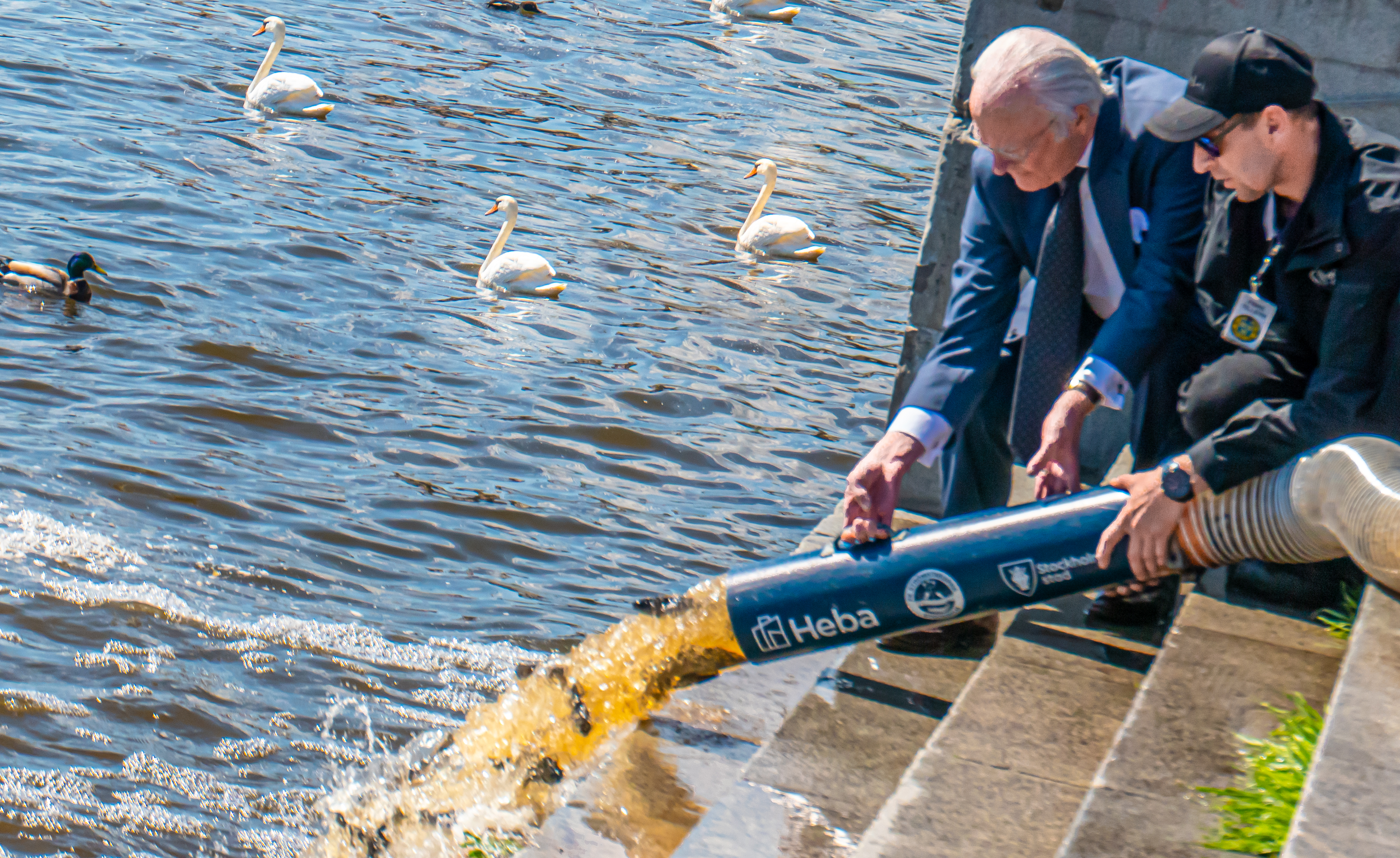
Kungen hjälper till då 30 000 öringsungar (slots) släpps ut i Stockholms ström 2024. Laxfiskarna släpps ut med syfte att bibehålla den biologiska mångfalden i Stockholms vatten. (bild ur film)